# Liste der Baudenkmäler in Kulmbach
Auf dieser Seite sind die Baudenkmäler in der oberfränkischen Großen Kreisstadt Kulmbach zusammengestellt. Diese Tabelle ist eine Teilliste der Liste der Baudenkmäler in Bayern. Grundlage ist die Bayerische Denkmalliste, die auf Basis des Bayerischen Denkmalschutzgesetzes vom 1. Oktober 1973 erstmals erstellt wurde und seither durch das Bayerische Landesamt für Denkmalpflege geführt wird. Die folgenden Angaben ersetzen nicht die rechtsverbindliche Auskunft der Denkmalschutzbehörde.

## Ensembles

### Ensemble Altstadt Kulmbach

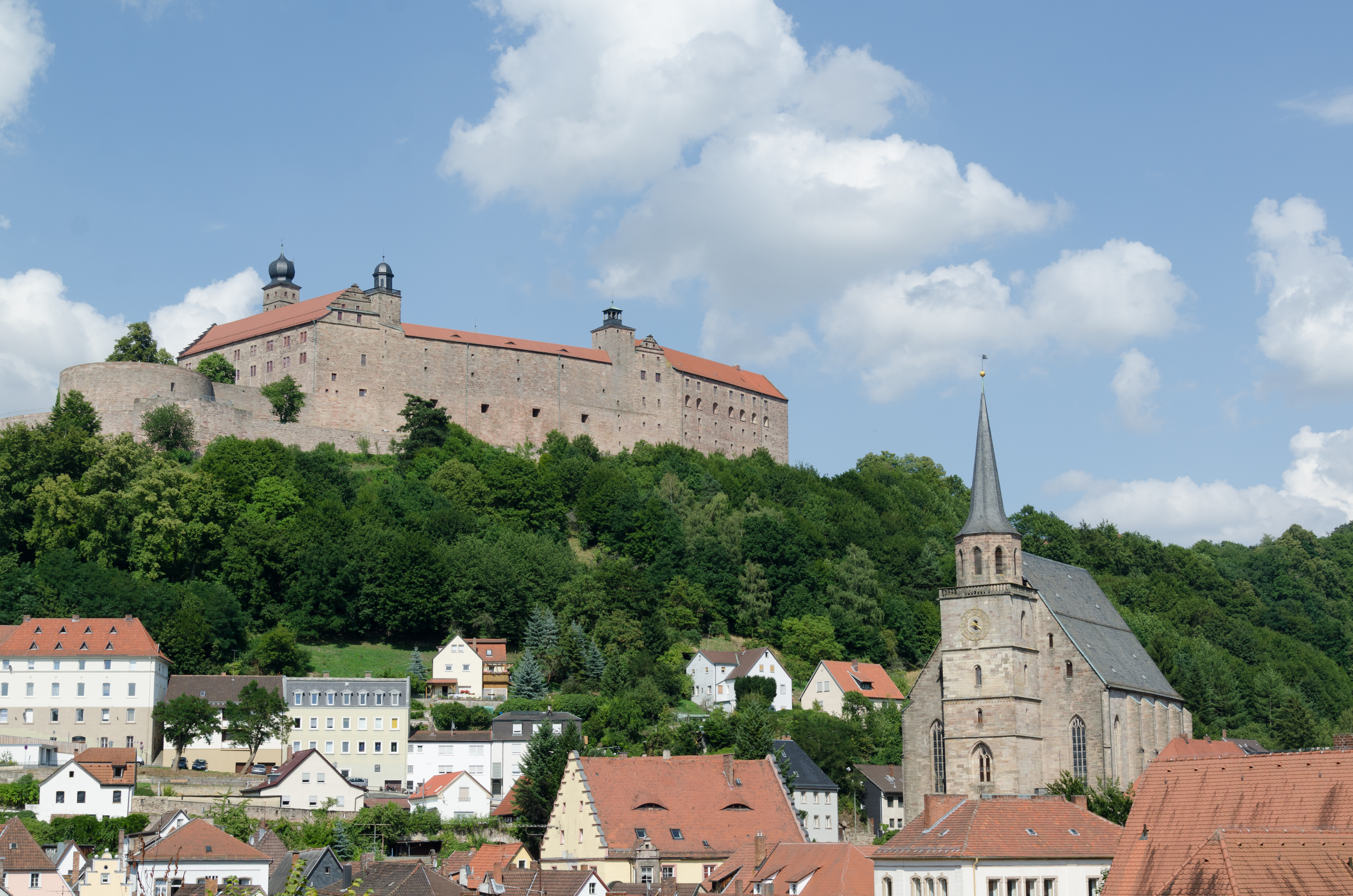
Östliche Altstadt mit der Petrikirche, darüber die Plassenburg

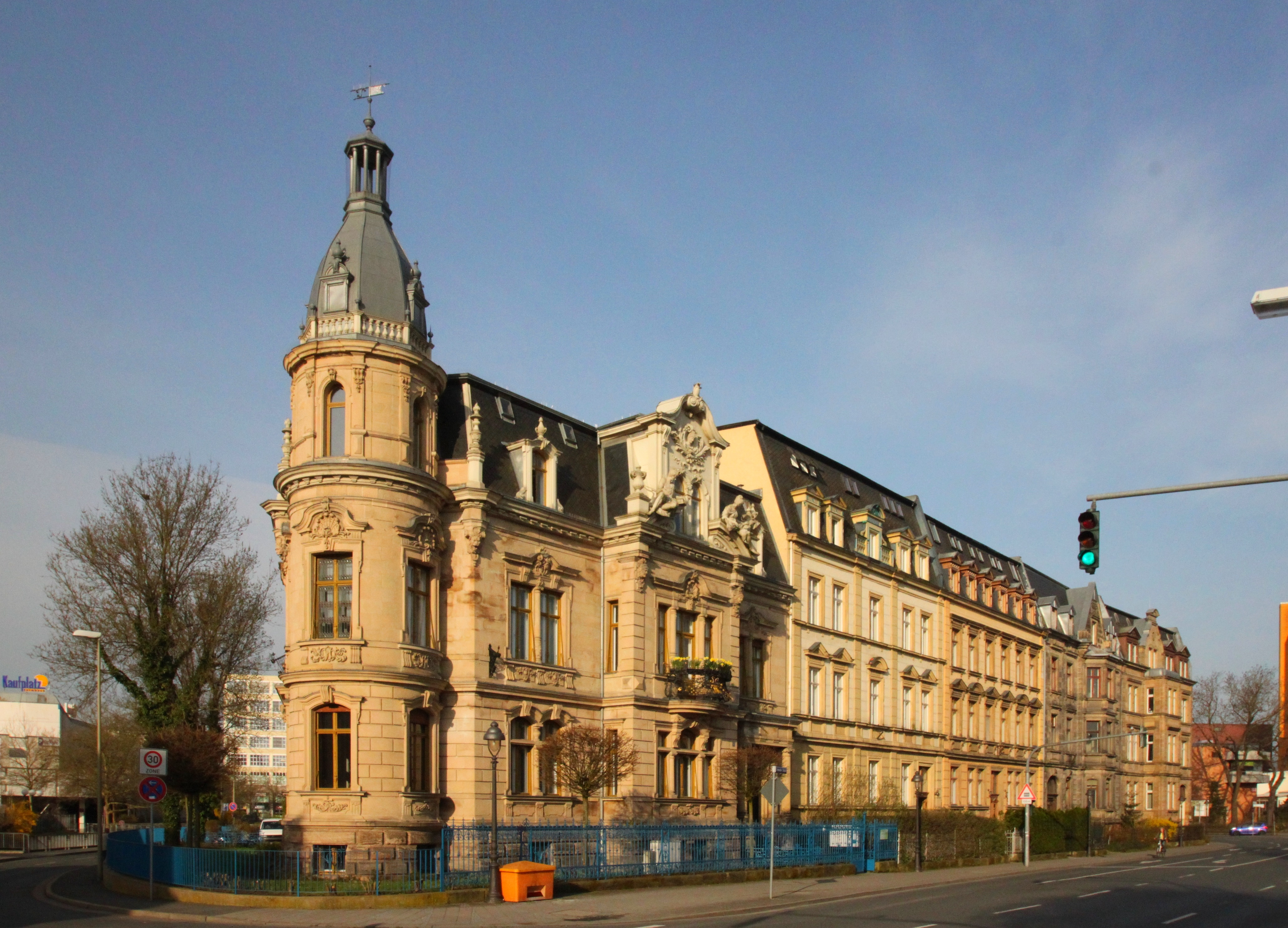
Ensemble Kronacher Straße

Kulmbach, an der alten Geleitstraße von Bamberg nach Hof und Leipzig gelegen und schon 1035 als agrarische Siedlung genannt, setzt sich zusammen erstens aus der hoch über der Stadt errichteten Plassenburg in ihrem Erscheinungsbild der Renaissance, zweitens der erhöht am Südhang des Burgberges gelegenen, seit etwa 1200 befestigten Kirchenburg mit der spätgotischen St.-Petri-Kirche, drittens der Oberstadt, dem eigentlichen Altstadtkern, der sich um 1240 westlich der Kirchenburg in Form eines Straßenmarktes als in sich geschlossener Bering gebildet hatte und viertens den im 14. und 15. Jahrhundert in die Altstadt integrierten Vorstädten Mainvorstadt, Grünwehr und Wolfskehl. Die Bebauung von Plassenburg, Kirchenburg und Oberstadt ist im Kern durchweg mittelalterlich mit erneuerten Obergeschossen oder Umbauten aus der Zeit nach den Zerstörungen des Markgrafenkrieges um 1553 – auf der Plassenburg in Form von Sandsteinbauten, an der Kirchenburg und der Oberstadt meist als giebelständige, zweigeschossige, häufig verputzte Fachwerkbauten mit massiven älteren Untergeschossen. Weniger einheitlich zeigt sich die Bebauung der ehemaligen Vorstädte. Die Mainvorstadt im Westen, schon 1430 von den Hussiten zerstört, weist in der Bebauung des wohl schon im 12. Jahrhundert angelegten dreiseitigen Holzmarktes nur noch wenige Fachwerkbauten des 16./18. Jahrhunderts auf, wird aber stark von Bauten des 19. Jahrhunderts und frühen bzw. mittleren 20. Jahrhunderts beherrscht. Störend auf das Ensemble wirken sich in diesem Bereich der große Zentralplatz mit historisierender Randbebauung sowie die neue Stadthalle aus, die nach Abbruch der Brauerei EKU in den 1980er Jahren entstanden sind. Im Bereich der Grünwehr-Vorstadt im Norden wurden die ebenfalls meist zweigeschossigen, verputzten Handwerkerhäuser des 16./18. Jahrhunderts durch Kleinbürgerhäuser des 19. Jahrhunderts im Sinne der Romantik ergänzt. Die ehemals Wolfskehl, heute Spiegel genannte Vorstadt im Osten hat sich weitgehend in ihrer Struktur erhalten. Ursprünglich führte der Hauptverkehrsweg vom Steinernen Gäßchen über die Kohlenbachstraße und den Röhrenplatz auf das Wolfskehl-Tor im Osten der Kirchwehr zu, bevor er ins Tal entlang der Straße Spiegel und über den Röhrenplatz verlegt wurde. Dort stammen viele Gebäude im Kern noch aus dem 18. Jahrhundert. Als weithin sichtbare Dominante weist sich, der Lage entsprechend, die Plassenburg aus. Am Fuße des Festungsberges ragen der spätgotische Turm der Petrikirche und südwestlich davon am Rande des Ensemblebereiches der gotisierende Turm der katholischen Stadtpfarrkirche Unserer Lieben Frau von 1892 aus dem Gefüge der Dachlandschaft. Städtebaulich nimmt das Vereinshaus, 1870 anstelle des nach 1553 errichteten Kornhauses gebaut, eine dominierende Stellung ein, indem es einerseits durch seine Baumasse den Marktplatz beherrscht, andererseits Marktplatz und Oberstadt in zwei Platzräume teilt und damit auf die Stadtbaugeschichte Kulmbachs Bezug nimmt. Aktennummer: E-4-77-128-1.

### Ensemble Kronacher Straße
Gruppe von aneinandergebauten Mietshäusern mit Mansarddächern, die in den Jahren 1898/99 errichtet wurden. Die Bauten mit ihren reich gegliederten Fassaden repräsentieren den bürgerlichen großstädtischen Anspruch und veranschaulichen das Selbstverständnis der 1890 kreisunmittelbar gewordenen Stadt sowie die Periode des Bevölkerungswachstums, das durch den verstärkten Ausbau von Industrie und Verwaltung hervorgerufen wurde. Aktennummer: E-4-77-128-2.

## Stadtbefestigung
Von der ehemaligen Stadtbefestigung ist im Südwesten entlang des Schießgrabens ein längerer Grabenabschnitt mit Mauer und einzelnen Mauertürmen erhalten. Entgegen dem Uhrzeigersinn sind hier folgende Objekte auszuführen.

| Lage                       | Objekt                         | Beschreibung                                                                             | Akten-Nr.      | Bild           |
| -------------------------- | ------------------------------ | ---------------------------------------------------------------------------------------- | -------------- | -------------- |
| Waaggasse 9 (Standort)     | Sogenannter Fronfesteturm      | Vierseitiger Schalenturm mit Spitzdach, wohl zweite Hälfte 14. Jahrhundert               | D-4-77-128-189 | weitere Bilder |
| Nähe Waaggasse (Standort)  | Turm                           | Buckelquaderturm, vierseitiger Turm mit geschweifter Haube, erste Hälfte 17. Jahrhundert | D-4-77-128-188 | weitere Bilder |
| Nähe Bauergasse (Standort) | Sogenannter Heilingschwertturm | Halbrunder Schalenturm, 14. Jahrhundert                                                  | D-4-77-128-5   | weitere Bilder |
| Oberhacken 28 (Standort)   | Stadtmauer                     | Buckelquaderwerk, Anlage des 13./14. Jahrhunderts                                        | D-4-77-128-306 | BW             |

Im nördlichen Teil der Altstadt sind die Befestigungsanlagen nur noch bruchstückhaft erhalten. Entgegen dem Uhrzeigersinn sind hier folgende Objekte auszuführen.

| Lage                                               | Objekt                   | Beschreibung | Akten-Nr.      | Bild           |
| -------------------------------------------------- | ------------------------ | --- | -------------- | -------------- |
| Kirchplatz, Kirchwehr (Standort)                   | Sogenannte Hohe Mauer    | Abschnitt der Stadtbefestigung, 15./16. Jahrhundert, Erneuerung, 1742                                           | D-4-77-128-46  | weitere Bilder |
| Festungsberg 3, 3a (Standort)                      | Reste der Stadtmauer     | Erste Hälfte 14. Jahrhundert                                                                                    | D-4-77-128-39  | BW             |
| Kapellengäßchen 5 (Standort)                       | Sogenannter Roter Turm   | Fünfgeschossiger Wohnturm mit Spitzhelm, im Kern um 1300, nach Mitte 16. Jahrhundert erneuert                   | D-4-77-128-40  | weitere Bilder |
| Rentamtsgäßchen 4; Röthleinsberg 4a, 20 (Standort) | Abschnitt der Stadtmauer | Im Kern 14. Jahrhundert                                                                                         | D-4-77-128-135 | BW             |
| Rentamtsgäßchen 4; Röthleinsberg 8a (Standort)     | Abschnitt der Stadtmauer | Im Kern 14. Jahrhundert                                                                                         | D-4-77-128-144 | BW             |
| Spitalgasse 12 (Standort)                          | Stadtmauer               | Im Kern 14. Jahrhundert                                                                                         | D-4-77-128-164 | BW             |
| Spitalgasse 28 (Standort)                          | Weißer Turm              | Fünfgeschossiger Sandsteinquaderturm mit geschweifter Haube, im Kern Anfang 14. Jahrhundert, nach 1553 erneuert | D-4-77-128-174 | weitere Bilder |
| Nähe Spitalgasse (Standort)                        | Wehrturm                 | Rundturm mit polygonalem Obergeschoss, frühes 14. Jahrhundert                                                   | D-4-77-128-175 | weitere Bilder |

## Baudenkmäler nach Gemeindeteilen

### Kulmbach
| Lage | Objekt                                                                    | Beschreibung | Akten-Nr.      | Bild                                                                      |
| --- | ------------------------------------------------------------------------- | --- | -------------- | ------------------------------------------------------------------------- |
| Alte Kulmbacher Straße, Am Galgenberg, Gries, Nähe Am Galgenberg, Prelitz, von Kulmbach südwestlich in Richtung Melkendorf (Standort)                                      | Chaussee                                                                  | Teilstück der Trasse Bamberg–Kulmbach mit Sandsteindurchlass, von Bäumen gesäumt, um 1820 | D-4-77-128-286 | weitere Bilder                                                            |
| Am Kreuzstein 7 (Standort) | Steinkreuz                                                                | Spätmittelalterlich | D-4-77-128-2   | weitere Bilder                                                            |
| Am Rehberg (Standort) | Ehemaliges Luft- und Sonnenbad                                            | Mehrteilige Anlage, Eingangsbereich und Liegehallen als eingeschossige Baukörper aus Holz mit flach geneigten Dächern ausgebildet, archivarisch datiert auf 1927 Zugehörig terrassierter Garten und die Anlage einfassender Holzzaun | D-4-77-128-332 | BW                                                                        |
| Am Weiherdamm 2 (Standort) | Villa                                                                     | Zweigeschossiger Halbwalmdachbau mit Zwerchhausrisalit, 1905/06 von Max Trübenbach | D-4-77-128-290 | BW                                                                        |
| Bahnhofsplatz 1 (Standort) | Bahnhof                                                                   | Sandsteinquaderbau, zweigeschossiges Hauptgebäude mit Flügelbauten, Walmdächer, um 1846, wohl von Gottfried von Neureuther | D-4-77-128-3   | weitere Bilder                                                            |
| Bauergasse 1 (Standort) | Wohnhaus                                                                  | Dreigeschossiges Eckhaus, Fachwerk, Satteldach, Giebeldreieck verschiefert, im Kern 17. Jahrhundert; mit rückwärtigem Anbau | D-4-77-128-4   | Wohnhaus                                                                  |
| Bauergasse 2, Bauergasse 4 (Standort) | Wohnhaus                                                                  | Zweigeschossiger Mansardwalmdachbau (jetzt Städtisches Kulturreferat), im Kern vor 1553, Umbau Mitte 18. Jahrhundert | D-4-77-128-6   | Wohnhaus                                                                  |
| Bauergasse 3, Bauergasse 5 (Standort) | Zwei ehemalige Wohnhäuser                                                 | Heute zu einem Gebäudekomplex zusammengefasst, im Kern Mitte 16. Jahrhundert; Nr. 3: zweigeschossiges Giebelhaus, Giebeldreieck verschiefert; Nr. 5: zweigeschossiger Traufseitbau unter Satteldach | D-4-77-128-276 | Zwei ehemalige Wohnhäuser                                                 |
| Bauergasse, Oberhacken, bei Nr. 22 und bei Mittleres Stadtgäßchen (Standort)                                                                                               | Zwei Brunnen                                                              | Säule und Becken, Gusseisen, bezeichnet „1894“ | D-4-77-128-301 | Zwei Brunnen                                                              |
| Bergstraße 9, Bergstraße (Standort) | Gartenhaus                                                                | Zweigeschossiger Satteldachbau, historistisch, mit Laubsägendekor, um 1890 Zugehöriges Tor an der Bergstraße | D-4-77-128-291 | Gartenhaus                                                                |
| Buchbindergasse 1, Marktplatz 7 (Standort) | Wohn- und Geschäftshaus                                                   | Dreigeschossiger Eckbau, halbseitig gewalmt, 1555–57 | D-4-77-128-78  | Wohn- und Geschäftshaus                                                   |
| Buchbindergasse 2 (Standort) | Wohnhaus                                                                  | Zweigeschossiger Traufseitbau mit Sandsteinrahmungen, im Kern wohl 17. Jahrhundert, Umbauten des 18. Jahrhunderts | D-4-77-128-8   | Wohnhaus                                                                  |
| Festungsberg 1 (Standort) | Wohnhaus                                                                  | Zweigeschossiger Fachwerkbau mit Satteldach, frühes 18. Jahrhundert; Wehrmauerfragment, 16./17. Jahrhundert | D-4-77-128-10  | Wohnhaus                                                                  |
| Festungsberg 2 (Standort) | Ehemaliges Burggut                                                        | Dreigeschossiges Eckhaus, verputztes Fachwerkobergeschoss, Giebel verschiefert, Satteldach, bezeichnet „1587“ | D-4-77-128-11  | weitere Bilder                                                            |
| Fischergasse 2 (Standort) | Wohnhaus                                                                  | Zweigeschossiges Eckhaus mit Fachwerkobergeschoss, Giebeldreieck verschiefert, Satteldach, 17. Jahrhundert | D-4-77-128-13  | Wohnhaus                                                                  |
| Fischergasse 3 (Standort) | Wohnhaus                                                                  | Zweigeschossiger Giebelbau, Giebeldreieck verschiefert, im Kern 16. Jahrhundert, Holztür mit Felderung, spätes 18. Jahrhundert | D-4-77-128-14  | Wohnhaus                                                                  |
| Fischergasse 5 (Standort) | Lohgerberhaus                                                             | Dreigeschossiger Traufseitbau mit vorkragenden Obergeschossen, im Kern 17./18. Jahrhundert; Steintafel mit Hauszeichen und Inschrift, bezeichnet „1730“ | D-4-77-128-15  | Lohgerberhaus                                                             |
| Fischergasse 17 (Standort) | Wohnhaus                                                                  | Dreigeschossiger Fachwerkgiebelbau mit vorkragenden Obergeschossen, 18. Jahrhundert | D-4-77-128-16  | Wohnhaus                                                                  |
| Fischergasse 19 (Standort) | Wohnhaus                                                                  | Traufseitiger Eckbau, zweigeschossiger Mansarddachbau mit flachem rustizierten Mittelrisalit und verschiefertem Giebel, frühes 19. Jahrhundert | D-4-77-128-17  | Wohnhaus                                                                  |
| Fischergasse 21, Weißer Main (Standort) | Gaststätte                                                                | Traufseitiger zweigeschossiger Sandsteinquaderbau, Satteldach, Portal bezeichnet „1829“ Zugehörig Hausbrücke über den Weißen Main, wohl zweite Hälfte 19. Jahrhundert | D-4-77-128-18  | Gaststätte                                                                |
| Fischergasse 22 (Standort) | Wohnhaus                                                                  | Zweigeschossiger Steilgiebelbau mit Rundbogenportal mit Sitznischen, profilierten Fenstergewänden und verschiefertem Giebeldreieck, 16. Jahrhundert | D-4-77-128-19  | Wohnhaus                                                                  |
| Fischergasse 35 (Standort) | Sogenannte Säuberlichsvilla                                               | Repräsentativer zweigeschossiger Neurenaissancebau, Mansardwalmdach, um 1890 | D-4-77-128-20  | Sogenannte Säuberlichsvilla                                               |
| Fischergasse 42 (Standort) | Wohnhaus                                                                  | Zweigeschossiger Mansardwalmdachbau, 17. Jahrhundert, ein Obergeschossfenster bezeichnet „1632“ | D-4-77-128-22  | BW                                                                        |
| Friedhofstraße 5, Nähe Friedhofstraße, Nähe Hundsanger (Standort) | Neuer Friedhof                                                            | Eingeschossiges Eingangsgebäude mit Friedhofskirche und Flügelbauten, italienisierende Neurenaissance, 1898 Friedhof mit Friedhofskapelle und Grabdenkmälern | D-4-77-128-23  | weitere Bilder                                                            |
| Fritz-Hornschuch-Straße 11, Fritz-Hornschuch-Straße 13, Fritz-Hornschuch-Straße 15, Hans-Hacker-Straße 10, Nähe Heinrich-von-Stephan-Straße, Hans-Hacker-Straße (Standort) | Kulmbacher Spinnerei                                                      | Gruppen von Industriebauten unterschiedlicher Entstehungszeit; Batteur- und Hauptgebäude, 1903/04 von Egerer/Dölger Betonskelettbauten im konstruktivistischen Stil der Stuttgarter Schule, 1912/13 von Manz/Enßlin, 1922–25 von Enßlin und 1928 von Maas & Horlacher Lagerhaus der Neuen Sachlichkeit, 1934 von Esser Verwaltungsgebäude, 1904, erweitert 1932–34 Eingeschossiges Pförtnerhaus, 1921 von Enßlin | D-4-77-128-24  | weitere Bilder                                                            |
| Fritz-Hornschuch-Straße 12 (Standort) | Postamt                                                                   | Dreigeschossiger Walmdachbau, 1927/28 | D-4-77-128-292 | Postamt                                                                   |
| Gabelsbergerstraße (Standort) | Meilenstein                                                               | Obelisk, bezeichnet „1792“ | D-4-77-128-192 | weitere Bilder                                                            |
| Goethestraße 2, 4, 6, 8, 10, 12, 14, 16, 18, 20; Hardenbergstraße 32, 32a, 34, 34a, 34b, 34c (Standort)                                                                    | Mietwohnanlage Hardenberghof                                              | Viergeschossig mit Walmdach, hakenförmiger Grundriss mit schwach segmentbogenförmig zum Hof hin gekrümmten, in Nord-Süd-Richtung verlaufendem Flügel; durchfensterte Treppenhausachsen an der Straßen- und der Hoffassade Bauskulptur aus Terrakotta (Jahreszeitenallegorien) über verschiedenen Eingängen Wandmalerei über der Hofdurchfahrt an der Hardenbergstraße; 1950–53                                   | D-4-77-128-337 | weitere Bilder                                                            |
| Grabenstraße 1 (Standort) | Wohn- und Geschäftshaus                                                   | Dreigeschossiger Eckbau mit steilem Mansardwalmdach und historistischer Putzgliederung, um 1890 | D-4-77-128-293 | Wohn- und Geschäftshaus                                                   |
| Grabenstraße 4 (Standort) | Städtisches Luitpoldmuseum                                                | Dreigeschossiger Putzbau unter Mansardwalmdach, Sandsteingliederungen, barockisierender Jugendstil, 1910; mit Ausstattung | D-4-77-128-25  | Städtisches Luitpoldmuseum                                                |
| Grabenstraße 8 (Standort) | Wohnhaus                                                                  | Dreigeschossiger Traufseitbau, Halbwalmdach, Ende 18. Jahrhundert | D-4-77-128-26  | Wohnhaus                                                                  |
| Grabenstraße 9 (Standort) | Wohnhaus                                                                  | Verputztes Eckhaus mit Fachwerkgiebel, Satteldach, 18. Jahrhundert | D-4-77-128-27  | Wohnhaus                                                                  |
| Grabenstraße 19 (Standort) | Wohnhaus                                                                  | Zweigeschossiges Eckhaus, vorkragendes Obergeschoss, verputztes Fachwerk, Satteldach, im Kern wohl 17. Jahrhundert; Rückseitenanbau 19. Jahrhundert | D-4-77-128-28  | Wohnhaus                                                                  |
| Grünwehr 1 (Standort) | Villa, ehemalige „Sandlersvilla“                                          | Zweigeschossige historistische Villa in Ecklage mit abwechslungsreicher Dachlandschaft, 1889 für den Brauereibesitzer Lorenz Sandler errichtet | D-4-77-128-294 | Villa, ehemalige „Sandlersvilla“                                          |
| Grünwehr 24 (Standort) | Wohnhaus                                                                  | Zweigeschossiger Halbwalmdachbau mit Sandsteingliederung, um 1830 | D-4-77-128-29  | BW                                                                        |
| Grünwehr 32 (Standort) | Ehemaliges Prälatenhaus des Klosters Langheim, dann Gasthaus zum Seelöwen | Zweigeschossiger Walmdachbau, 1728 wohl von Johann Georg Hoffmann | D-4-77-128-30  | Ehemaliges Prälatenhaus des Klosters Langheim, dann Gasthaus zum Seelöwen |
| Grünwehr (Standort) | Brücke                                                                    | Dreijochige stichbogige Sandsteinquaderbrücke, um 1800, seitliche Erweiterungen, um 1900 | D-4-77-128-277 | BW                                                                        |
| Hans-Hacker-Straße 4, 6 (Standort) | Ehemaliges Beamtenwohnhaus der Kulmbacher Spinnerei                       | Dreigeschossiger Satteldachbau, 1924/25 | D-4-77-128-278 | BW                                                                        |
| Hans-Hacker-Straße 7 (Standort) | Ehemaliges Beamtenwohnhaus der Kulmbacher Spinnerei                       | Dreigeschossiger Eckbau mit steilem Walmdach, Heimatstil, 1921 von Enßlin | D-4-77-128-295 | BW                                                                        |
| Hardenbergstraße 38 (Standort) | Wohnhaus                                                                  | Zweigeschossiger Walmdachbau, expressionistischer Heimatstil, 1929 von Architekt E. Klischowski | D-4-77-128-296 | Wohnhaus                                                                  |
| Holzmarkt 3 (Standort) | Wohnhaus                                                                  | Dreigeschossiger Traufseitbau mit hohem Satteldach, zweites Obergeschoss in Fachwerk, wohl 16. Jahrhundert | D-4-77-128-31  | Wohnhaus                                                                  |
| Holzmarkt 4 (Standort) | Wohnhaus                                                                  | Zweigeschossiger Sandsteinquaderbau mit Mansardwalmdach, Eckhaus, spätes 18. Jahrhundert | D-4-77-128-32  | Wohnhaus                                                                  |
| Holzmarkt 5 (Standort) | Fragment des Grabsteins von Konrad Bos v. Flachslanden                    | gestorben 1552 | D-4-77-128-481 | BW                                                                        |
| Holzmarkt 11 (Standort) | Wohnhaus                                                                  | Zweieinhalbgeschossiger Traufseitbau mit Mansarddach, um 1800 | D-4-77-128-34  | Wohnhaus                                                                  |
| Holzmarkt (Standort) | Sogenannter Zinsfelderbrunnen                                             | Achtseitiges Sandsteinbecken mit Säule und Statue, 1660 von Hans Georg Schlehendorn, 1935 hier aufgestellt | D-4-77-128-36  | Sogenannter Zinsfelderbrunnen                                             |
| Kalte Marter 3 (Standort) | Brunnen                                                                   | Pfeiler und Becken, Gusseisen, spätes 19. Jahrhundert | D-4-77-128-38  | BW                                                                        |
| Kalte Marter 5, Trendelstraße, Von der Trendelstraße zu den Drei Steinen (Standort)                                                                                        | Wohnhaus                                                                  | Eingeschossiges Eckhaus unter Satteldach, mit Flügelbau, erste Hälfte 18. Jahrhundert zugehörig Mauer an Nordostseite | D-4-77-128-37  | BW                                                                        |
| Nähe Kalte Marter; bei Kalte Marter bzw. Am Rehberg 7 (Standort) | Drei Sandsteinsockel eines Kalvarienberges                                | Wohl 18. Jahrhundert | D-4-77-128-134 | Drei Sandsteinsockel eines Kalvarienberges                                |
| Kirchplatz 1 (Standort) | Evangelisch-lutherische Pfarrkirche St. Petri                             | Sandsteinquaderbau, im Kern 13. Jahrhundert, sonst nach 1493, Umbauten des 16. und 19. Jahrhunderts; mit Ausstattung | D-4-77-128-41  | weitere Bilder                                                            |
| Kirchplatz 2 (Standort) | Evangelisch-lutherisches Dekanat                                          | Zweigeschossiger Walmdachbau, Sandsteinrahmungen, bezeichnet „1730“ | D-4-77-128-42  | Evangelisch-lutherisches Dekanat                                          |
| Kirchplatz 3 (Standort) | Ehemalige Dritte Pfarrstelle                                              | Traufseitbau, zum Kirchplatz eingeschossig mit geohrten Tür- und Fensterrahmungen, zur Kirchwehr dreigeschossig mit profilierten Fenstergewänden in den Untergeschossen, zweites Obergeschoss vorkragend, rundbogiges Rustikaportal, im Kern 16. Jahrhundert | D-4-77-128-43  | Ehemalige Dritte Pfarrstelle                                              |
| Kirchplatz 4 (Standort) | Kantoratsgebäude                                                          | Zweigeschossiger Satteldachbau mit Fachwerkobergeschoss, 1563; seitlicher Anbau mit Rundbogentür und gefastem Gewände | D-4-77-128-44  | BW                                                                        |
| Kirchplatz 5 (Standort) | Wohnhaus                                                                  | Dreigeschossiger Putzbau mit Walmdach, Sandsteinrahmungen, zweite Hälfte 19. Jahrhundert | D-4-77-128-45  | Wohnhaus                                                                  |
| Kirchplatz (Standort) | Brunnen                                                                   | Pfeiler mit Becken, Gusseisen, spätes 19. Jahrhundert | D-4-77-128-47  | Brunnen                                                                   |
| Kirchwehr 1 (Standort) | Wohnhaus                                                                  | Eingeschossiger Fachwerkbau mit Walmdach und angebauter Fachwerkscheune, 18. Jahrhundert, über Kirchwehrmauer des 13. Jahrhunderts | D-4-77-128-48  | Wohnhaus                                                                  |
| Kirchwehr 4 (Standort) | Volksschule, sogenannte Obere Schule und Volksschule II                   | Dreigeschossiger Putzbau mit Sandsteinquadererdgeschoss, übergiebelter Mittelrisalit, Walmdach, 1870 | D-4-77-128-49  | Volksschule, sogenannte Obere Schule und Volksschule II                   |
| Kirchwehr 8 (Standort) | Wohnhaus                                                                  | Zweigeschossiger Satteldachbau mit verschiefertem Giebel, im Kern wohl 16. Jahrhundert, bezeichnet „1778“ | D-4-77-128-50  | Wohnhaus                                                                  |
| Kirchwehr 14 (Standort) | Wohnhaus                                                                  | Zweigeschossiger Sandsteinquaderbau mit Walmdach, bezeichnet „1747“ | D-4-77-128-52  | BW                                                                        |
| Nähe Kirchwehr (Standort) | Ehemaliger Schafstall                                                     | Eingeschossiger Blockbau mit Sandsteinquadersockel, Satteldach, 16./17. Jahrhundert | D-4-77-128-51  | Ehemaliger Schafstall                                                     |
| Klostergasse 12 (Standort) | Haus „Zum Besenstiel“, ehemaliges Kontor- und Wohngebäude                 | Zweigeschossiger Rohziegelbau mit Mansarddach, 1907 von Bruno Seitler | D-4-77-128-54  | weitere Bilder                                                            |
| Kohlenbachstraße 10 (Standort) | Amtsgerichtsgebäude                                                       | Stattlicher zweigeschossiger Walmdachbau, zwei Flügel auf rechtwinkligem Grundriss, Neubarock, kurz vor 1900; mit Ausstattung | D-4-77-128-55  | Amtsgerichtsgebäude                                                       |
| Kohlenbachstraße 10 (Standort) | Amtsgerichtsgebäude                                                       | Umfriedung und Treppenanlage gleichzeitig | D-4-77-128-55  | Amtsgerichtsgebäude                                                       |
| Kressenstein 4 (Standort) | Wohnhaus                                                                  | Ehemals zwei-, jetzt dreigeschossiger Traufseitbau, Sandsteinquaderfassade mit Eckpilastern, um 1800 | D-4-77-128-56  | Wohnhaus                                                                  |
| Kressenstein 12 (Standort) | Urbanes Wohn- und Geschäftshaus                                           | Dreigeschossiger Traufseitbau, Neubarock, bezeichnet „1896“ | D-4-77-128-57  | Urbanes Wohn- und Geschäftshaus                                           |
| Kressenstein 13 (Standort) | Urbanes Wohn- und Geschäftshaus                                           | Dreigeschossiger Bau mit reich gegliederter, barockisierender Sandsteinquaderfassade, um 1900 | D-4-77-128-58  | Urbanes Wohn- und Geschäftshaus                                           |
| Kressenstein 17 (Standort) | Villa                                                                     | Zweigeschossige Stadtvilla, Mansardwalmdach, Fassadenausstattung mit Neurenaissance-Elementen, um 1882; mit Ausstattung (Deckengemälde bezeichnet „1882“) | D-4-77-128-59  | Villa                                                                     |
| Kressenstein 28 (Standort) | Gasthaus                                                                  | Zweigeschossiger Sandsteinquaderbau mit Mansarddach, 1811 | D-4-77-128-60  | Gasthaus                                                                  |
| Kressenstein 30 (Standort) | Wohn- und Geschäftshaus                                                   | Dreigeschossiges Eckhaus mit Eckerker, bezeichnet „1896“, Neurenaissance; Mosaikausstattung | D-4-77-128-61  | Wohn- und Geschäftshaus                                                   |
| Kronacher Straße 1 (Standort) | Städtisches Wohnhaus                                                      | In Ecklage, zweigeschossiger Traufseitbau mit Eckturm, Neurenaissance, bezeichnet „1898“ | D-4-77-128-62  | weitere Bilder                                                            |
| Kronacher Straße 2 (Standort) | Fabrikanten-Villa, sogenannte Rizzi-Villa                                 | Zweigeschossiger Backsteinbau über hohem Kellergeschoss, Mansardwalmdach, Neurenaissance, bezeichnet 1897, Fenstergewände und Ausschmückung Sandstein, Erker mit Turmhelm, Umfriedung | D-4-77-128-63  | Fabrikanten-Villa, sogenannte Rizzi-Villa                                 |
| Kronacher Straße 7 (Standort) | Urbanes Wohnhaus                                                          | Dreigeschossiger Traufseitbau, historistisch, bezeichnet „1899“, von Chrysostomus Martin | D-4-77-128-297 | BW                                                                        |
| Kronacher Straße 17 (Standort) | Mälzerei, sogenannte Unima-Malzfabrik                                     | Romanisierender kastellartiger Fabrikbau, Ziegelmauerwerk, großer Turm mit Fachwerkaufbau, 1896 Architekt Levermann | D-4-77-128-126 | Mälzerei, sogenannte Unima-Malzfabrik                                     |
| Kronacher Straße 21a (Standort) | Wohnhaus                                                                  | Zweigeschossiger Traufseitbau mit Ziergiebel und Erker, Neurenaissance, 1901 | D-4-77-128-298 | Wohnhaus                                                                  |
| Langgasse 1 (Standort) | Wohn- und Geschäftshaus                                                   | Dreigeschossiger Giebelbau, historisierender Jugendstil, 1910 | D-4-77-128-299 | Wohn- und Geschäftshaus                                                   |
| Langgasse 8 (Standort) | Wohnhaus                                                                  | Zweigeschossiger Sandsteinquaderbau mit Mansardwalmdach, um 1800, wohl von Carl Christian Riedel | D-4-77-128-64  | Wohnhaus                                                                  |
| Langgasse 13 (Standort) | Wohnhaus                                                                  | Zweigeschossiger Sandsteinquaderbau mit Mansardwalmdach, um 1800, wohl von Carl Christian Riedel | D-4-77-128-65  | Wohnhaus                                                                  |
| Langgasse 13 a (Standort) | Wohnhaus in Ecklage                                                       | Zweigeschossiger Sandsteinquaderbau mit Mansarddach, um 1890, wohl von Carl Christian Riedel; ursprünglich mit Langgasse 13 verbunden | D-4-77-128-150 | Wohnhaus in Ecklage                                                       |
| Langgasse 14 (Standort) | Wohn- und Geschäftshaus                                                   | Dreigeschossiger Giebelbau, im Kern wohl um 1700 | D-4-77-128-66  | Wohn- und Geschäftshaus                                                   |
| Langgasse 17 (Standort) | Wohn- und Geschäftshaus                                                   | Zweigeschossiger Fachwerkgiebelbau, 17. Jahrhundert | D-4-77-128-67  | Wohn- und Geschäftshaus                                                   |
| Langgasse 20, 22 (Standort) | Wohn- und Geschäftshaus                                                   | Dreigeschossiger Mansardgiebelbau, Fachwerk im oberen Teil, zwischen 1910 und 1920 im Heimatstil | D-4-77-128-68  | Wohn- und Geschäftshaus                                                   |
| Langgasse 24 (Standort) | Wohn- und Geschäftshaus                                                   | Zweigeschossiger Giebelbau, verputzt, 17./18. Jahrhundert | D-4-77-128-69  | Wohn- und Geschäftshaus                                                   |
| Langgasse 26 (Standort) | Wohn- und Geschäftshaus                                                   | Dreigeschossiger Traufseitbau, zweites Obergeschoss in Fachwerk, wohl noch 18. Jahrhundert | D-4-77-128-70  | Wohn- und Geschäftshaus                                                   |
| Lichtenfelser Straße 6 (Standort) | Ehemaliges Kontorgebäude der Reichelbräu                                  | Zweigeschossiger historistischer Mansardwalmdachbau mit zwei Eckerkern, 1892 von Aug. Levermann; zugehörig repräsentatives Tor | D-4-77-128-280 | weitere Bilder                                                            |
| Lichtenfelser Straße 20 (Standort) | Villa, ehemalige Villa Ruckdeschel                                        | Historistischer zweigeschossiger Mansardwalmdachbau, Backstein mit Hausteingliederungen, 1891 von Aug. Levermann; Garteneinfriedung mit Torpfeilern, bezeichnet „1893“ | D-4-77-128-281 | Villa, ehemalige Villa Ruckdeschel                                        |
| Luitpoldstraße 15 (Standort) | Villa Ruppert, ehemalige Direktionsvilla der Plüschfabrik Türk & Kneitz   | Zweigeschossiger Walmdachbau mit Balkon über halbrunden Ausluchten und runder Portalportikus, 1928 von Albin Strobel (Bamberg); mit Garten | D-4-77-128-287 | BW                                                                        |
| Marktplatz 1 (Standort) | Rathaus                                                                   | Dreigeschossiger Eckbau mit Schaugiebel und Dachreiter, 1752 von Johann Georg Hoffmann, Giebel von Joseph Saint-Pierre, neubarocker Anbau von 1889 | D-4-77-128-72  | weitere Bilder                                                            |
| Marktplatz 2 (Standort) | Vereinshaus                                                               | Freistehender, zweieinhalbgeschossiger Walmdachputzbau mit Pilastergliederung, 1884 von Friedrich von Thiersch | D-4-77-128-73  | Vereinshaus                                                               |
| Marktplatz 3 (Standort) | Wohn- und Geschäftshaus                                                   | Dreigeschossiger Eckbau mit Zierfachwerk im Giebeldreieck, Satteldach, 16./17. Jahrhundert | D-4-77-128-74  | Wohn- und Geschäftshaus                                                   |
| Marktplatz 4 (Standort) | Wohn- und Geschäftshaus                                                   | Dreigeschossiger Traufseitbau, im Kern 16. Jahrhundert, Umbauten des 19. Jahrhunderts | D-4-77-128-75  | Wohn- und Geschäftshaus                                                   |
| Marktplatz 5 (Standort) | Wohn- und Geschäftshaus                                                   | Dreigeschossiger, verputzter Traufseitbau, 18. Jahrhundert, im Kern 16./17. Jahrhundert | D-4-77-128-76  | Wohn- und Geschäftshaus                                                   |
| Marktplatz 6 (Standort) | Wohn- und Geschäftshaus                                                   | Dreigeschossiger Traufseitbau mit Sandsteingliederungen, Neurenaissance, um 1877 | D-4-77-128-77  | Wohn- und Geschäftshaus                                                   |
| Marktplatz 8 (Standort) | Wohn- und Geschäftshaus                                                   | Dreigeschossiger Traufseitbau, 16. Jahrhundert, Fachwerkgiebel, um 1910 | D-4-77-128-79  | Wohn- und Geschäftshaus                                                   |
| Marktplatz 9 (Standort) | Wohn- und Geschäftshaus                                                   | Dreigeschossiger Traufseitbau, im Kern wohl 17. Jahrhundert, Erneuerung Mitte 19. Jahrhundert | D-4-77-128-80  | Wohn- und Geschäftshaus                                                   |
| Marktplatz 12 (Standort) | Gasthof Weißes Roß                                                        | Dreigeschossiger Traufseitbau, zweites Obergeschoss in Fachwerk, 16./17. Jahrhundert | D-4-77-128-81  | Gasthof Weißes Roß                                                        |
| Marktplatz 13 (Standort) | Gasthof Ratskeller                                                        | Stumpfgewinkelter dreigeschossiger Traufseitbau mit Fachwerk im zweiten Obergeschoss, 16./17. Jahrhundert | D-4-77-128-82  | Gasthof Ratskeller                                                        |
| Marktplatz (Standort) | Luitpold-Brunnen                                                          | Sandsteinbecken mit Obelisk und Bronzefiguren, ausgeführt 1897–1899 nach einem gemeinsamen Wettbewerbsentwurf des Architekten Martin Dülfer und des Bildhauers Eduard Beyrer (1866-1934) | D-4-77-128-282 | Luitpold-Brunnen                                                          |
| Mittleres Stadtgäßchen 5 (Standort) | Wohnhaus                                                                  | Zweigeschossiger Giebelbau, unter Verputz wohl Fachwerk, 18. Jahrhundert | D-4-77-128-83  | BW                                                                        |
| Negeleinstraße 5 (Standort) | Waisenhaus, sogenanntes Gummisches Waisenhaus                             | Dreigeschossiges Eckhaus unter Walmdach, später Jugendstil um 1912 | D-4-77-128-84  | Waisenhaus, sogenanntes Gummisches Waisenhaus                             |
| Obere Stadt 1 (Standort) | Wohnhaus                                                                  | Zweigeschossiger Eckbau, Satteldach, Giebeldreieck in Zierfachwerk, im Kern 16. Jahrhundert, Umbauten 18. Jahrhundert | D-4-77-128-85  | Wohnhaus                                                                  |
| Obere Stadt 4 (Standort) | Wohnhaus                                                                  | Dreigeschossiger Giebelbau mit profilierten Rahmungen, Obergeschoss vorkragend in Segmentbögen auf Konsolen, im Kern 16. Jahrhundert | D-4-77-128-86  | Wohnhaus                                                                  |
| Obere Stadt 5 (Standort) | Wohnhaus                                                                  | Dreigeschossiger Giebelbau, Fachwerkgiebel verputzt, mit Erker im zweiten Obergeschoss, rückwärtig Westflügel mit doppelter Holzgalerie, 16. Jahrhundert | D-4-77-128-87  | Wohnhaus                                                                  |
| Obere Stadt 6 (Standort) | Wohnhaus                                                                  | Dreigeschossiger Giebelbau mit vorkragenden Obergeschossen, unter Verputz wohl Fachwerk, 16./17. Jahrhundert | D-4-77-128-88  | Wohnhaus                                                                  |
| Obere Stadt 7 (Standort) | Wohnhaus                                                                  | Dreigeschossiger Traufseitbau mit zweigeschossigem polygonalem Erker, im Kern 16. Jahrhundert, rundbogiges Portal mit Pilastern und Giebel 17. Jahrhundert; mit Seitenflügel | D-4-77-128-89  | Wohnhaus                                                                  |
| Obere Stadt 9 (Standort) | Wohnhaus                                                                  | Zweigeschossiger Giebelbau mit verschiefertem Giebeldreieck, darunter Fachwerk, 16. Jahrhundert, rundbogiges Portal, bezeichnet „1593“ | D-4-77-128-90  | Wohnhaus                                                                  |
| Obere Stadt 10 (Standort) | Wohnhaus                                                                  | Dreigeschossiger Giebelbau mit Sandsteinportal, Geschossgliederung und gewölbter Durchfahrt, bezeichnet „1730“, wohl von Johann Georg Hoffmann; rückwärtige Bebauung | D-4-77-128-91  | Wohnhaus                                                                  |
| Obere Stadt 11 (Standort) | Wohnhaus                                                                  | Dreigeschossiger Giebelbau, um 1800, Kern 16./17. Jahrhundert | D-4-77-128-92  | Wohnhaus                                                                  |
| Obere Stadt 11 (Standort) | Wohnhaus                                                                  | Rückwärtiger Laubenanbau, 19. Jahrhundert | D-4-77-128-92  | Wohnhaus                                                                  |
| Obere Stadt 11 (Standort) | Wohnhaus                                                                  | Rückwärtige Backsteinmauer, wohl 19. Jahrhundert | D-4-77-128-92  | Wohnhaus                                                                  |
| Obere Stadt 13 (Standort) | Ehemaliges Markgräfliches Kastenamt                                       | Zweigeschossiger Giebelbau, Mitte 16. Jahrhundert; Innenhof; Rückgebäude und Felsenkeller | D-4-77-128-93  | Ehemaliges Markgräfliches Kastenamt                                       |
| Obere Stadt 14 (Standort) | Ehemaliges Saherisches Witwenstift                                        | Zweigeschossiger Giebelbau, Giebeldreieck mit Zierfachwerk, 16. Jahrhundert, Umbauten des 18. Jahrhunderts | D-4-77-128-94  | Ehemaliges Saherisches Witwenstift                                        |
| Obere Stadt 16 (Standort) | Wohnhaus                                                                  | Zweigeschossiges Eckhaus mit Walmdach und breitem Zwerchgiebel, im Kern 16. Jahrhundert, rückwärtiges Zier- und Riegelfachwerk 18. Jahrhundert, Umbauten 18.–20. Jahrhundert | D-4-77-128-95  | Wohnhaus                                                                  |
| Obere Stadt 17 (Standort) | Wohnhaus                                                                  | Dreigeschossiges, traufseitiges Doppelhaus mit Obergeschosserker, im Kern 16. Jahrhundert | D-4-77-128-96  | Wohnhaus                                                                  |
| Obere Stadt 19 (Standort) | Wohnhaus                                                                  | Dreigeschossiger Traufseitbau mit Freitreppe, rundbogiges Portal, Mitte 16. Jahrhundert | D-4-77-128-97  | Wohnhaus                                                                  |
| Obere Stadt 20 (Standort) | Wohnhaus                                                                  | Dreigeschossiger Walmdachbau, 1762 | D-4-77-128-98  | Wohnhaus                                                                  |
| Obere Stadt 21 (Standort) | Wohnhaus                                                                  | Dreigeschossiger Giebelbau mit Halbwalmdach, im Kern wohl 16. Jahrhundert | D-4-77-128-99  | Wohnhaus                                                                  |
| Obere Stadt 22 (Standort) | Wohnhaus                                                                  | Zweigeschossiger Giebelbau mit segmentbogigen Fenstern und Schopfwalm, im Kern 16./17. Jahrhundert, Veränderungen des 19. Jahrhunderts | D-4-77-128-100 | Wohnhaus                                                                  |
| Obere Stadt 23 (Standort) | Wohnhaus                                                                  | Dreigeschossiger Treppengiebelbau, zweiachsig, im Kern 16./17. Jahrhundert | D-4-77-128-101 | Wohnhaus                                                                  |
| Obere Stadt 24 (Standort) | Wohnhaus                                                                  | Zweigeschossiges Eckhaus mit Zierfachwerkgiebel, Satteldach, 17. Jahrhundert | D-4-77-128-102 | Wohnhaus                                                                  |
| Obere Stadt 26, 28 (Standort) | Doppelwohnhaus                                                            | Zweigeschossig mit Schopfwalmgiebel, 17./18. Jahrhundert | D-4-77-128-103 | Doppelwohnhaus                                                            |
| Obere Stadt 27 (Standort) | Wohnhaus                                                                  | Dreigeschossiger Giebelbau, Untergeschosse aus Sandsteinquadern, zweites Obergeschoss mit Riegelfachwerk, im Kern von 1574, sonst Anfang 18. Jahrhundert; mit Treppenbalkon und Ladeneinbau | D-4-77-128-104 | Wohnhaus                                                                  |
| Obere Stadt 29 (Standort) | Wohnhaus                                                                  | Zweigeschossiger Giebelbau mit Eckpilastern, spätes 18. Jahrhundert | D-4-77-128-105 | Wohnhaus                                                                  |
| Obere Stadt 31 (Standort) | Wohnhaus                                                                  | Zweigeschossiger Giebelbau mit vorkragendem Obergeschoss, wohl verputztes Fachwerk, 17. Jahrhundert, Erneuerungen des späten 18. Jahrhunderts | D-4-77-128-106 | Wohnhaus                                                                  |
| Obere Stadt 33 (Standort) | Ehemalige markgräfliche Kanzlei                                           | Zweigeschossiger Traufseit-Eckbau, 1561/63 von Caspar Vischer, am Erker bezeichnet „1562“ Zugehörig Anbau, seit 1913 Bezirksamt | D-4-77-128-107 | Ehemalige markgräfliche Kanzlei                                           |
| Obere Stadt 36 (Standort) | Ehemaliges Prinzessinhaus                                                 | Eckhaus, zweigeschossiger Walmdachbau mit Sandsteinrahmungen, übergiebeltes Portal, 1729 | D-4-77-128-108 | weitere Bilder                                                            |
| Oberhacken 1 (Standort) | Wohnhaus                                                                  | Zweigeschossiger Giebelbau, Giebeldreieck in Fachwerk, traufseitiger Anbau mit Zwerchhaus, erste Hälfte 18. Jahrhundert | D-4-77-128-109 | Wohnhaus                                                                  |
| Oberhacken 2 (Standort) | Wohnhaus                                                                  | Eckhaus mit Fachwerkobergeschoss und Zierfachwerkgiebel, 16. Jahrhundert | D-4-77-128-110 | Wohnhaus                                                                  |
| Oberhacken 4 (Standort) | Wohnhaus                                                                  | Zweigeschossiges Traufseithaus mit Fachwerkgiebeldreieck, im Kern 18. Jahrhundert, Umbauten des späten 19. Jahrhunderts | D-4-77-128-111 | Wohnhaus                                                                  |
| Oberhacken 6 (Standort) | Wohnhaus                                                                  | Zweigeschossiger Satteldachbau mit dreigeschossigem Zierfachwerkgiebel, 16./17. Jahrhundert | D-4-77-128-112 | Wohnhaus                                                                  |
| Oberhacken 8 (Standort) | Wohnhaus                                                                  | Dreigeschossiges Eckhaus, Giebel wohl in verputztem Fachwerk, Satteldach, im Kern 16. Jahrhundert | D-4-77-128-113 | Wohnhaus                                                                  |
| Oberhacken 10 (Standort) | Wohnhaus                                                                  | Zweigeschossiger Giebelbau, verputztes Fachwerk, Frackdach, wohl 18. Jahrhundert | D-4-77-128-114 | Wohnhaus                                                                  |
| Oberhacken 11 (Standort) | Wohnhaus                                                                  | Zweigeschossiger Traufseitbau mit Zwerchhaus, 17./18. Jahrhundert, Erneuerungen spätes 19. Jahrhundert | D-4-77-128-115 | Wohnhaus                                                                  |
| Oberhacken 12 (Standort) | Wohnhaus                                                                  | Eckhaus, zweigeschossiger Traufseitbau mit Fachwerkobergeschoss, bezeichnet „1788“ | D-4-77-128-116 | Wohnhaus                                                                  |
| Oberhacken 21 (Standort) | Wohnhaus                                                                  | Zweigeschossiger Giebelbau, Giebel wohl in Fachwerk, verputzt, 16./17. Jahrhundert | D-4-77-128-117 | Wohnhaus                                                                  |
| Oberhacken 22 (Standort) | Wohnhaus                                                                  | Zweigeschossiger Giebelbau, vorkragende Geschosse, 18. Jahrhundert | D-4-77-128-118 | Wohnhaus                                                                  |
| Oberhacken 23 (Standort) | Wohnhaus                                                                  | Zweigeschossiger verputzter Giebelbau, wohl 18. Jahrhundert Mit Anbauten | D-4-77-128-119 | Wohnhaus                                                                  |
| Oberhacken 24 (Standort) | Wohnhaus                                                                  | Eingeschossiger, verschieferter Giebelbau über hohem Kellergeschoss, 18. Jahrhundert | D-4-77-128-120 | Wohnhaus                                                                  |
| Oberhacken 32 (Standort) | Wohnhaus                                                                  | Eingeschossiger Mansarddachgiebelbau, 17./18. Jahrhundert | D-4-77-128-121 | Wohnhaus                                                                  |
| Oberhacken 34 (Standort) | Badhaus                                                                   | Zweigeschossiger Eckbau mit spitzgiebeligem Vorbau, profilierte Rahmungen, Satteldach, 16./17. Jahrhundert | D-4-77-128-122 | Badhaus                                                                   |
| Oberhacken 38 (Standort) | Ehemaliges Künßberg’sches Schlößlein                                      | Dreigeschossiger Giebelbau mit zweigeschossigem Anbau, 1571 wohl von Caspar Vischer | D-4-77-128-123 | weitere Bilder                                                            |
| Oberhacken 40 (Standort) | Wohnhaus                                                                  | Zweigeschossiger Giebelbau, Fachwerk verputzt, 1725 | D-4-77-128-124 | Wohnhaus                                                                  |
| Oberhacken 42 (Standort) | Wohnhaus                                                                  | Zweigeschossiger Frackdachbau mit Zierfachwerk im Obergeschoss, Giebeltrapez verschiefert, 16./17. Jahrhundert | D-4-77-128-125 | Wohnhaus                                                                  |
| Pestalozzistraße 3 (Standort) | ehemaliger Darrturm der Brauerei Petz                                     | Siebengeschossiger Backsteinturm in neugotischen Formen, 1910 nach Plänen von J. A. Topf & Söhne (Erfurt) | D-4-77-128-302 | ehemaliger Darrturm der Brauerei Petz                                     |
| Pestalozzistraße 8 (Standort) | Ehemaliges Krankenhaus, heute AOK Bayern                                  | Dreigeschossiger spätklassizistischer Walmdachbau, bezeichnet „1876“ | D-4-77-128-303 | Ehemaliges Krankenhaus, heute AOK Bayern                                  |
| Friedhofstrasse 1 (Standort) | St. Nikolai, evangelisch-lutherische Friedhofskirche                      | Saalbau mit Dachreiter, 1573/76 über älterem Kern, Erweiterung von 1666/67; mit Ausstattung | D-4-77-128-127 | weitere Bilder                                                            |
| Pestalozzistraße 25 (Standort) | Ehemaliger Pestfriedhof, heute Alter Friedhof                             | Anlage ab 16. Jahrhundert mit regelmäßiger Gräberreihung; mit Ummauerung und Grabdenkmälern | D-4-77-128-128 | weitere Bilder                                                            |
| Pestalozzistraße 29 (Standort) | Grund- und Hauptschule                                                    | Langgestreckter dreigeschossiger Mansardwalmdachbau mit Seitenrisaliten, 1900 von Stadtbaurat Ferdinand Brand; Pfeilergitterzaun | D-4-77-128-130 | Grund- und Hauptschule                                                    |
| Nähe Pestalozzistraße (Standort) | Kriegerdenkmal für die Opfer von 1914/18                                  | Stein | D-4-77-128-129 | weitere Bilder                                                            |
| Nähe Pestalozzistraße, im Stadtpark bei der Straße Auf der Draht (Standort)                                                                                                | Denkmal für Hans Planck sen.                                              | Im Stil der Wiener Secession, 1899 | D-4-77-128-311 | BW                                                                        |
| Nähe Pestalozzistraße, im Stadtpark (Standort) | Kriegerdenkmal, sogenannte Siegfriedsäule                                 | Roter Sandstein, 1912 nach Modell des Bildhauers Jakob Bradl als Kriegerdenkmal für die Gefallenen von 1870/71 errichtet; ursprünglich auf dem Holzmarkt, heute im Stadtpark | D-4-77-128-312 | Kriegerdenkmal, sogenannte Siegfriedsäule                                 |
| Pörbitscher Weg 3 (Standort) | Wohnhaus                                                                  | Zweigeschossiger Traufseitbau, Portal bezeichnet „1796“ | D-4-77-128-132 | BW                                                                        |
| Rehberg (Standort) | Sogenannter Rehturm, ehemaliger markgräflicher Feuer-Signalturm           | Im Kern 1498, Erneuerungen von 1889/91 | D-4-77-128-133 | weitere Bilder                                                            |
| Rehberg (Standort) | Aussichtpavillon                                                          | Polygonaler Holzbau, 1898 | D-4-77-128-304 | BW                                                                        |
| Rehberg (Standort) | Wasserhochbehälter                                                        | Barockisierender Eingangsbereich, rustiziertes Portal aus Sandsteinquadern und Kartusche, bezeichnet „1905“ | D-4-77-128-305 | Wasserhochbehälter                                                        |
| Rentamtsgäßchen 2 (Standort) | Ehemaliger Langheimer Klosterhof                                          | Dreigeschossige Zweiflügelanlage über hohem Kellergeschoss, Steildächer mit Dachgauben, 1691/94 (bezeichnet „1694“) vielleicht von Charles Philippe Dieussart Stützmauer, 16./17. Jahrhundert | D-4-77-128-136 | weitere Bilder                                                            |
| Richard-Wagner-Straße 12 (Standort) | Malerische Villa mit Turm                                                 | Zweigeschossiger Ziegelsteinbau mit Hausteingliederung, 1895; Garten mit Terrasse und Pergola | D-4-77-128-195 | weitere Bilder                                                            |
| Röhrenplatz 1 (Standort) | Wohnhaus                                                                  | Zweigeschossiger Fachwerkgiebelbau, wohl 18. Jahrhundert | D-4-77-128-137 | Wohnhaus                                                                  |
| Röhrenplatz 2 (Standort) | Wohnhaus                                                                  | Zweigeschossiger Giebelbau, Giebeldreieck verschiefert, um 1800 | D-4-77-128-138 | Wohnhaus                                                                  |
| Röhrenplatz 3 (Standort) | Wohnhaus                                                                  | Zweigeschossiger Sandsteinquaderbau, Giebeldreieck in Fachwerk, Satteldach, um 1800 | D-4-77-128-139 | Wohnhaus                                                                  |
| Röhrenplatz 4 (Standort) | Wohnhaus                                                                  | Schmaler zweigeschossiger Mansarddachgiebelbau, 1740 | D-4-77-128-140 | Wohnhaus                                                                  |
| Röhrenplatz 5 (Standort) | Gasthof                                                                   | Zweigeschossiger Walmdachbau, drei zu sechs Achsen, bezeichnet „1736“ | D-4-77-128-141 | Gasthof                                                                   |
| Röhrenplatz (Standort) | Brunnen                                                                   | Gusseisen, Mitte 19. Jahrhundert | D-4-77-128-142 | Brunnen                                                                   |
| Röthleinsberg 27 (Standort) | Wohnhaus                                                                  | In Ecklage, eingeschossiger Sandsteinquaderbau mit Walmdach und Erker, im Kern 16. Jahrhundert | D-4-77-128-143 | Wohnhaus                                                                  |
| Nähe Schießgraben (Standort) | Transformatorenhaus                                                       | kleiner, eingeschossiger Massivbau in Ecklage, auf Sandsteinquadersockel, mit überstehendem Flachdach und figürlichornamental mosaizierter Fassadengestaltung von Caspar Walter Rauh, um 1960 | D-4-77-128-485 | BW                                                                        |
| Schießgraben 1 (Standort) | Schule                                                                    | Repräsentativer dreigeschossiger Bau, Neurenaissance, 1893 | D-4-77-128-145 | Schule                                                                    |
| Schießgraben 11 (Standort) | Katholische Stadtpfarrkirche Unsere Liebe Frau                            | Neugotische Basilika, 1892–94 von Bruno Specht; mit Ausstattung | D-4-77-128-146 | weitere Bilder                                                            |
| Schießgraben 15 (Standort) | Fabrikantenvilla                                                          | In städtebaulich markanter Hanglage, dreigeschossiger Neurenaissancebau mit Eckturm und Rustika, 1899 von Chrysostomus Martin (Bamberg); Parkanlage mit Umzäunung, 1899 | D-4-77-128-147 | Fabrikantenvilla                                                          |
| Schießgraben 21 (Standort) | Mietwohnhaus                                                              | Dreigeschossiger Mansarddachbau, Neurenaissance, 1890 von Levermann Einfriedung | D-4-77-128-148 | Mietwohnhaus                                                              |
| Schießgraben 23 (Standort) | Villa, sogenannte Sandlervilla                                            | Dreigeschossiger Mansarddachbau in exponierter Lage, Neurenaissance, 1892, Backstein, Blendgiebel, Gesimse und Fensterrahmungen aus Sandstein Hangmauer | D-4-77-128-149 | Villa, sogenannte Sandlervilla                                            |
| Spiegel 1 (Standort) | Wohnhaus                                                                  | Eingeschossiger, verputzter Giebelbau über hohem Kellergeschoss, mit Felsenkeller, wohl 17./18. Jahrhundert | D-4-77-128-152 | Wohnhaus                                                                  |
| Spiegel 10 (Standort) | Ehemaliges Kloster Langheimsches Gut                                      | Zweigeschossiger Satteldacheckbau, zehnachsig, Ende 18. Jahrhundert | D-4-77-128-153 | Ehemaliges Kloster Langheimsches Gut                                      |
| Spiegel 11 (Standort) | Bierkellergebäude                                                         | Zweigeschossiger Giebelbau, rustizierte Sandsteinquader und Sichtziegel, vor 1875 für den Brauereibesitzer Eberlein errichtet | D-4-77-128-289 | Bierkellergebäude                                                         |
| Spiegel 18, 20 (Standort) | Städtisches Doppelwohnhaus                                                | Zweigeschossig, mit Satteldächern, Heimatstil, 1921/22 Stadtbauamt Kulmbach, zugehörig die historischen Nutzgärten | D-4-77-128-307 | BW                                                                        |
| Spiegel 22, 24 (Standort) | Städtisches Doppelwohnhaus                                                | Zweigeschossiger Mansarddachbau, barockisierender Heimatstil, 1921 Stadtbauamt Kulmbach | D-4-77-128-308 | BW                                                                        |
| Spiegel 23 (Standort) | Wohnhaus                                                                  | Zweigeschossiger Traufseitbau, im Kern wohl 17. Jahrhundert | D-4-77-128-155 | Wohnhaus                                                                  |
| Spiegel 26 (Standort) | Ehemalige Villa Pitroff                                                   | Zweigeschossiger Satteldachbau, Heimatstil, 1922 von Fritz Holl | D-4-77-128-309 | BW                                                                        |
| Spiegel 37 (Standort) | Apothekerhof                                                              | Eingeschossiger Satteldachbau über hohem Mauersockel, Riegelfachwerk, spätes 18. Jahrhundert | D-4-77-128-156 | BW                                                                        |
| Spiegel 45 (Standort) | Rizzi-Villa                                                               | Neubarock 1901/1902, mit Garten in Hanglage mit Brunnen und Treppen, nach Plänen von Baumeister Hans Horneber, Kulmbach; mit Ausstattung | D-4-77-128-157 | BW                                                                        |
| Spiegel 49 (Standort) | Ehemaliger Bauernhof                                                      | Zweigeschossiger Giebelbau, im Kern 17. Jahrhundert, Erweiterung 1809 | D-4-77-128-158 | Ehemaliger Bauernhof                                                      |
| Spiegel 57, 59 (Standort) | Städtisches Doppelwohnhaus                                                | Zweigeschossiger Walmdachbau mit kleinen Risaliten, 1928 von Fritz Holl | D-4-77-128-310 | BW                                                                        |
| Spiegel (Standort) | Brunnen                                                                   | Säule mit Becken, Gusseisen, spätes 19. Jahrhundert | D-4-77-128-159 | Brunnen                                                                   |
| Spitalgasse 1 (Standort) | Wohnhaus                                                                  | Zweigeschossiges Eckhaus, Sandsteinquaderbau mit Pilastergliederung und Mansarddach, um 1800 | D-4-77-128-160 | BW                                                                        |
| Spitalgasse 8 (Standort) | Wohnhaus                                                                  | Dreigeschossiger Giebelbau, zweites Obergeschoss und Giebel in Zierfachwerk, 16. Jahrhundert | D-4-77-128-161 | Wohnhaus                                                                  |
| Spitalgasse 9 (Standort) | Portal                                                                    | Aus Sandsteinquadern mit geschnitzter Holztüre, bezeichnet „1835“ | D-4-77-128-162 | Portal                                                                    |
| Spitalgasse 10 (Standort) | Wohnhaus                                                                  | Zweigeschossiger verputzter Giebelbau, im Kern wohl 17. Jahrhundert | D-4-77-128-163 | Wohnhaus                                                                  |
| Spitalgasse 12 (Standort) | Ehemalige Herberge                                                        | Stattlicher Giebelbau, Obergeschoss in Zierfachwerk, Giebeldreieck verschiefert, im Kern 16. Jahrhundert, bezeichnet „1649“ | D-4-77-128-164 | Ehemalige Herberge                                                        |
| Spitalgasse 15 (Standort) | Evangelisch-lutherische Spitalkirche Hl. Geist                            | Sandsteinquaderbau im Markgrafenstil, 1738–39 von Johann Georg Hoffmann, Turm 1749; mit Ausstattung | D-4-77-128-165 | weitere Bilder                                                            |
| Spitalgasse 15 (Standort) | Bürgerspital                                                              | Dreigeschossiger Sandsteinbau, um 1760; Anbau Obergeschoss Fachwerk, Mitte 18. Jahrhundert | D-4-77-128-165 | Bürgerspital                                                              |
| Spitalgasse 16 (Standort) | Ehemaliges Brauereianwesen                                                | Dreigeschossiges Wohnhaus mit flachgeneigtem Walmdach und Gusseisenbalkonen, klassizisierender Historismus, um 1870; Nebengebäude, 19. Jahrhundert; Kelleranlagen | D-4-77-128-283 | Ehemaliges Brauereianwesen                                                |
| Spitalgasse 17 (Standort) | Wohnhaus                                                                  | Zweigeschossiges Eckhaus, Fachwerkgiebelbau mit Galerieanbau, wohl 17. Jahrhundert | D-4-77-128-166 | Wohnhaus                                                                  |
| Spitalgasse 19 (Standort) | Wohnhaus                                                                  | Dreigeschossiger, verputzter Giebelbau, 17./18. Jahrhundert | D-4-77-128-167 | BW                                                                        |
| Spitalgasse 20 (Standort) | Wohnhaus                                                                  | Dreigeschossiger, verputzter Giebelbau, 17./18. Jahrhundert | D-4-77-128-168 | Wohnhaus                                                                  |
| Spitalgasse 21 (Standort) | Wohnhaus                                                                  | Zweigeschossiger verputzter Giebelbau mit verschiefertem Giebeldreieck, 17./18. Jahrhundert | D-4-77-128-169 | Wohnhaus                                                                  |
| Spitalgasse 22 (Standort) | Wohnhaus                                                                  | Zweigeschossiger verputzter Giebelbau, 17./18. Jahrhundert | D-4-77-128-170 | Wohnhaus                                                                  |
| Spitalgasse 23 (Standort) | Wohnhaus                                                                  | Zweigeschossiger Giebelbau, Giebeldreieck verschiefert, 17./18. Jahrhundert | D-4-77-128-171 | Wohnhaus                                                                  |
| Spitalgasse 24 (Standort) | Wohnhaus                                                                  | Zweigeschossiger Giebelbau, Obergeschoss in Sandstein, Giebeldreieck verschiefert, 17./18. Jahrhundert | D-4-77-128-172 | Wohnhaus                                                                  |
| Spitalgasse 26 (Standort) | Wohnhaus                                                                  | Zweigeschossiger verputzter Giebelbau, 17./18. Jahrhundert; mit rückwärtigem Anbau, über Durchfahrt bezeichnet 1738 | D-4-77-128-173 | Wohnhaus                                                                  |
| Tilsiter Straße 35 (Standort) | Kreuzkirche, evangelisch-lutherische Kirche                               | Sichtziegelbau, aus hohem Mittel- und Querschiff gebildetes lateinisches Kreuz über quadratischem Grundriss, mit vorgezogenem Eingangsbereich und Altarapsis, 1961/62 nach Plänen von Olaf Andreas Gulbransson (1916–1961); mit Ausstattung; zugehörig Glockenturm und Gemeindehaus | D-4-77-128-314 | weitere Bilder                                                            |
| Trendelstraße 2 (Standort) | Villa                                                                     | Zweigeschossiger Halbwalmdachbau, Zwerchgiebel mit Schwebegebinden, Erker, Sandsteingliederungen, historisierender Jugendstil, 1906/10 von Max Trübenbach; Zwillingsbau von 1906 in Bayreuth, Humboldtstraße 3 | D-4-77-128-285 | BW                                                                        |
| Trendelstraße 7 (Standort) | Ehemalige Villa, heute Landwirtschaftsamt                                 | Stattlicher dreigeschossiger Neurenaissancebau, bezeichnet „1875“; zugehörig Remise; Brunnen und Gedenkstein im Park sowie Reste der Einfriedung (Balustrade) | D-4-77-128-176 | BW                                                                        |
| Trendelstraße (Standort) | Brunneneinfassung                                                         | Sandstein, 1680 | D-4-77-128-177 | BW                                                                        |
| Unteres Stadtgäßchen 1 (Standort) | Wohnhaus                                                                  | Zweigeschossiger Satteldachbau mit verschiefertem Giebel, wohl Fachwerk, 17./18. Jahrhundert | D-4-77-128-178 | Wohnhaus                                                                  |
| Unteres Stadtgäßchen 3 (Standort) | Doppelwohnhaus                                                            | Zweigeschossiger Bau, nördlich mit Zwerchgiebel, wohl 16. Jahrhundert, südlich Giebelhaus, 18. Jahrhundert | D-4-77-128-179 | Doppelwohnhaus                                                            |
| Unteres Stadtgäßchen 5 (Standort) | Wohnhaus                                                                  | Zweigeschossiger verputzter Giebelbau, Obergeschoss und Dachwerk 1570 (dendrochronologisch datiert), Überformung im 18. Jahrhundert | D-4-77-128-181 | Wohnhaus                                                                  |
| Unteres Stadtgäßchen 6 (Standort) | Wohnhaus                                                                  | Zweigeschossiger Traufseitbau, 18. Jahrhundert | D-4-77-128-182 | Wohnhaus                                                                  |
| Unteres Stadtgäßchen 7 (Standort) | Wohnhaus                                                                  | Zweigeschossiger verputzter Giebelbau, 17./18. Jahrhundert | D-4-77-128-183 | Wohnhaus                                                                  |
| Waaggasse 1 (Standort) | Wohnhaus                                                                  | Stumpfwinkliges Eckhaus, eingeschossiger Satteldachbau, nördlicher Spitzgiebel mit Zierfachwerk, 17./18. Jahrhundert | D-4-77-128-184 | Wohnhaus                                                                  |
| Waaggasse 2 (Standort) | Wohnhaus                                                                  | Dreigeschossiges Satteldacheckhaus, zweites Obergeschoss und östlicher Giebel vorkragend, im Kern 17. Jahrhundert; mit rückwärtigem Anbau | D-4-77-128-185 | BW                                                                        |
| Waaggasse 5 (Standort) | Ehemaliges Burggut, Evangelisch-lutherische Kinderschule                  | Zweigeschossiger Satteldachbau mit Schleppgauben, 1571 wohl von Caspar Vischer | D-4-77-128-186 | weitere Bilder                                                            |
| Waaggasse 9 (Standort) | Ehemaliges Amtsgerichtsgefängnis                                          | Dreigeschossiger Sandsteinquaderbau, Erdgeschoss um 1800, Obergeschosse um 1870 | D-4-77-128-187 | Ehemaliges Amtsgerichtsgefängnis                                          |
| Webergasse 5 (Standort) | Wohnhaus                                                                  | Dreigeschossiger Giebelbau, Giebeldreieck in Fachwerk, im Kern 18. Jahrhundert | D-4-77-128-190 | BW                                                                        |
| Webergasse 7 (Standort) | Wohnhaus                                                                  | Zweigeschossiger Giebelbau mit Fachwerkgiebeldreieck, 18. Jahrhundert | D-4-77-128-191 | BW                                                                        |
| Wilhelm-Meußdoerffer-Straße 1 (Standort) | Ehemalige Präparandenschule                                               | Malerischer Gruppenbau aus ein- und zweigeschossigen Satteldachbauten im Stil der deutschen Renaissance, 1909 von Stadtbaurat Ferdinand Brand, als Töchterschule erweitert zugehörige Turnhalle | D-4-77-128-9   | BW                                                                        |
| Wilhelm-Meußdoerffer-Straße 4 (Standort) | Fabrikantenvilla                                                          | Stattlicher zweigeschossiger Mansardwalmdachbau mit reicher Jugendstilausstattung und bauzeitlicher Einfriedung, 1912 | D-4-77-128-193 | Fabrikantenvilla                                                          |
| Wilhelm-Meußdoerffer-Straße 6 (Standort) | Ehemaliges Forstamt                                                       | Reduziert-historisierender Villenbau, bezeichnet 1911; mit Einfriedung, Gartenhäuschen in Ecklage und Remise | D-4-77-128-194 | Ehemaliges Forstamt                                                       |
| Wilhelm-Meußdoerffer-Straße 17 (Standort) | Fabrikantenvilla, Meußdoerffer-Villa                                      | Zweigeschossiger Backsteinbau mit Sandsteingliederung unter Walmdach, Neurenaissance,um 1900; mit Ausstattung; zugehörig Park mit Einfriedung | D-4-77-128-196 | Fabrikantenvilla, Meußdoerffer-Villa                                      |
| Wilhelm-Meußdoerffer-Straße 19 (Standort) | Mälzerei Meußdoerffer                                                     | Zwei- bis dreigeschossiger gotisierender Gebäudekomplex, Backstein, mit Zinnenkränzen und turmartigen Schornsteinen, um 1890 Zugehörig separates Verwaltungsgebäude (Nr. 19) | D-4-77-128-197 | Mälzerei Meußdoerffer                                                     |

### Baumgarten
| Lage                  | Objekt         | Beschreibung                                                  | Akten-Nr.      | Bild |
| --------------------- | -------------- | ------------------------------------------------------------- | -------------- | ---- |
| Baumgarten (Standort) | Kriegerdenkmal | Um 1918, Sandsteinsockel mit Kalksteinhelm, zugehörige Anlage | D-4-77-128-198 | BW   |

### Blaich
| Lage                                                      | Objekt                                               | Beschreibung | Akten-Nr.      | Bild                                        |
| --------------------------------------------------------- | ---------------------------------------------------- | --- | -------------- | ------------------------------------------- |
| Ängerlein 1/3 (Standort)                                  | Doppelwohnhaus                                       | Zweigeschossiger Satteldachbau mit Mittelrisaliten, Backstein mit Sandsteingliederung, errichtet für den Bauverein Kulmbach 1898/99                            | D-4-77-128-315 | BW                                          |
| Blaich 4 (Standort)                                       | Wohl ehemaliger Verwaltungstrakt der Sauermannfabrik | Burgähnlicher Bauteil mit gotisierendem Torhaus, zweigeschossiger Walmdachbau, um 1880                                                                         | D-4-77-128-199 | BW                                          |
| Blaich (Standort)                                         | Bronzeplastik einer Kuh                              | In den 1920er Jahren im Auftrag des Fleischfabrikanten P. Sauermann entstanden, von dem Münchner Akademieprofessor Georg Roemer                                | D-4-77-128-200 | Bronzeplastik einer Kuh                     |
| Blaicher Straße 8 (Standort)                              | Blaicher Schule (Meußdoerffer-Schule)                | Zweigeschossiger Walmdachbau mit hohem Kellergeschoss und Uhrturm, Sandstein, 1905, nach Plänen von Stadtbaurat Ferdinand Brand                                | D-4-77-128-201 | Blaicher Schule (Meußdoerffer-Schule)       |
| Blaicher Straße 12 (Standort)                             | Villa, sogenannte Villa Sauermann                    | Zweigeschossiger Ziegelbau mit Sandsteingliederung, Neurenaissance mit Jugendstilelementen, 1899/1900, Architekt Chrysostomus Martin, Bamberg; mit Ausstattung | D-4-77-128-202 | BW                                          |
| Blaicher Straße 21 (Standort)                             | Ehemaliges Feuerwehrhaus                             | Zweigeschossiger Putzbau mit Walmdach, Heimatstil mit expressionistischen Anklängen, 1923                                                                      | D-4-77-128-316 | Ehemaliges Feuerwehrhaus                    |
| Hagleite 14 (Standort)                                    | Villa                                                | Zweigeschossiger Satteldachbau, Filialgiebel und Zwerchhaus mit Gitterfachwerk, 1927 von Architekt Fischer                                                     | D-4-77-128-317 | BW                                          |
| Hagleite 30 (Standort)                                    | Evangelisch-lutherische Auferstehungskirche          | Schiefergedeckte Saalkirche über ovalem Grundriss mit Nordturm, 1954/55 von Hans C. Reissinger, Bayreuth; mit Ausstattung                                      | D-4-77-128-313 | Evangelisch-lutherische Auferstehungskirche |
| Hermann-Limmer-Straße 7 (Standort)                        | Villa                                                | Zweigeschossiger Walmdachbau mit Rundaltanvorbau, konservative Moderne, 1925 von Architekt Fritz Holl, Kulmbach                                                | D-4-77-128-318 | BW                                          |
| Hofer Straße 20 (Standort)                                | Kontorgebäude der ehemaligen Brauerei Mönchshof      | Repräsentativer zweigeschossiger Mansardwalmdachbau, Neurenaissance, um 1890; Wappenstein 1691                                                                 | D-4-77-128-203 | BW                                          |
| Scheibitze (Standort)                                     | Vier Grenzsteine                                     | Sandstein, mit halbrundem Kopf und Inschrift: „G C“, 18. Jahrhundert                                                                                           | D-4-77-128-340 | BW                                          |
| Eggenreuther Holz; Nägleinsholz; Untere Hölzer (Standort) | Sieben Grenzsteine                                   | Sandstein, mit Datierungen und Wappen der Hohenzollern; 1715 bzw. 1719                                                                                         | D-4-77-128-341 | BW                                          |

### Burghaig
| Lage                                  | Objekt                                        | Beschreibung | Akten-Nr.      | Bild            |
| ------------------------------------- | --------------------------------------------- | --- | -------------- | --------------- |
| Dorfberg 7 (Standort)                 | Gasthof                                       | Stattlicher zweigeschossiger Walmdachbau über hohem Kellergeschoss, im Kern wohl 16./17. Jahrhundert, Außenerscheinung 18. Jahrhundert, Fachwerkobergeschoss erste Hälfte 19. Jahrhundert; zugehörige Nebengebäude, wohl 19. Jahrhundert | D-4-77-128-204 | weitere Bilder  |
| Dorfberg 25 (Standort)                | Bauernanwesen                                 | Zweigeschossiges Fachwerkhaus mit Walmdach, Türrahmung und Holztüre bezeichnet „1834“; Stallanbau | D-4-77-128-205 | BW              |
| Eichenstraße 12 (Standort)            | Wohnhaus                                      | Eingeschossiges Mansarddachhaus, klassizistisch, um 1820 | D-4-77-128-206 | BW              |
| Leitenacker (Standort)                | Eisenbahnbrücke                               | Wasserdurchlässe bei Kilometer 59,2 und Kilometer 59,4, 13- und 4-jochig, stichbogig, Sandsteinquader, 1845 | D-4-77-136-98  | BW              |
| Theodor-Heublein-Straße 2 (Standort)  | Bürger-Landhaus                               | 18./Anfang 19. Jahrhundert, eingeschossiger Sandsteinbau, Fachwerkgiebel, Satteldach, Sandsteinfreitreppe | D-4-77-128-209 | Bürger-Landhaus |
| Theodor-Heublein-Straße 10 (Standort) | Ehemaliges Speicherhaus                       | Eingeschossiges Fachwerkhaus mit Walmdach, hoher Sandsteinquadersockel, am hölzernen Türsturz bezeichnet „1748“ | D-4-77-128-210 | BW              |
| Theodor-Heublein-Straße (Standort)    | Hohe Stützmauer                               | Zum Teil mit Zangenlöchern, 18./19. Jahrhundert | D-4-77-128-208 | Hohe Stützmauer |
| in Burghaig (Standort)                | Kriegerdenkmal für die Gefallenen von 1914/18 | | D-4-77-128-207 | BW              |

### Dörnhof
| Lage                 | Objekt        | Beschreibung | Akten-Nr.      | Bild |
| -------------------- | ------------- | --- | -------------- | ---- |
| Dörnhof 1 (Standort) | Wohnstallhaus | Zweigeschossiger Sandsteinquaderbau mit hohem Kellergeschoss, Satteldach, Türrahmung bezeichnet „1772“, Erneuerung 1859; zugehörige Nebengebäude | D-4-77-128-211 | BW   |

### Esbach
| Lage                | Objekt        | Beschreibung | Akten-Nr.      | Bild |
| ------------------- | ------------- | --- | -------------- | ---- |
| Esbach 3 (Standort) | Wohnstallhaus | Gestelztes Haus, zweigeschossiger Satteldachbau mit verputztem Obergeschoss, im Kern 1796; angebaute eingeschossige Satteldachscheune, 1791 | D-4-77-128-212 | BW   |

### Forstlahm
| Lage                             | Objekt              | Beschreibung | Akten-Nr.      | Bild                |
| -------------------------------- | ------------------- | --- | -------------- | ------------------- |
| Forstlahmer Straße 53 (Standort) | Wohnhaus            | Eingeschossiges Mansarddachhaus, giebelseitig mit Halbwalmdach, erstes Viertel 19. Jahrhundert; zugehöriges Nebengebäude, wohl 19. Jahrhundert                         | D-4-77-128-213 | Wohnhaus            |
| Forstlahmer Straße 58 (Standort) | Ehemaliges Gutshaus | Stattlicher zweigeschossiger Satteldachbau mit hohen Giebeln, im Kern 16. Jahrhundert, Umbau bezeichnet „1691“; mit Ausstattung; zugehöriges Backhaus, 19. Jahrhundert | D-4-77-128-214 | Ehemaliges Gutshaus |

### Gößmannsreuth
| Lage                       | Objekt     | Beschreibung                                                            | Akten-Nr.      | Bild |
| -------------------------- | ---------- | ----------------------------------------------------------------------- | -------------- | ---- |
| Gößmannsreuth 5 (Standort) | Bauernhaus | Eingeschossiger Satteldachbau, Bruchstein verputzt, 17./18. Jahrhundert | D-4-77-128-324 | BW   |

### Herlas
| Lage                        | Objekt        | Beschreibung | Akten-Nr.      | Bild |
| --------------------------- | ------------- | --- | -------------- | ---- |
| Kaltes Birkig 14 (Standort) | Bauernanwesen | Dreiseitanlage; Wohnstallhaus, eingeschossiger Satteldachbau, 17. und frühes 19. Jahrhundert; Nebengebäude, Fachwerk; Backofen, 19. Jahrhundert | D-4-77-128-284 | BW   |

### Höferänger
| Lage                     | Objekt   | Beschreibung                                                                                     | Akten-Nr.      | Bild |
| ------------------------ | -------- | ------------------------------------------------------------------------------------------------ | -------------- | ---- |
| Höferänger 18 (Standort) | Wohnhaus | Zweigeschossiger Walmdachbau mit verschiefertem Obergeschoss, frühes 19. Jahrhundert, Kern älter | D-4-77-128-216 | BW   |

### Höfstätten
| Lage                     | Objekt                   | Beschreibung                                                                        | Akten-Nr.      | Bild |
| ------------------------ | ------------------------ | ----------------------------------------------------------------------------------- | -------------- | ---- |
| Höfstätten 5 (Standort)  | Wohnstallhaus            | Eingeschossiger Satteldachbau, Fachwerk, verschieferter Giebel, 18./19. Jahrhundert | D-4-77-128-217 | BW   |
| in Höfstätten (Standort) | Ehemaliges Wohnstallhaus | Zweigeschossiger Satteldachbau mit Fachwerkobergeschoss, 1821                       | D-4-77-128-218 | BW   |

### Katschenreuth
| Lage                  | Objekt                     | Beschreibung                                                             | Akten-Nr.      | Bild                       |
| --------------------- | -------------------------- | ------------------------------------------------------------------------ | -------------- | -------------------------- |
| Roter Main (Standort) | Brücke über den Roten Main | Quaderbau mit zwei weiten Bogen, 1812 von Napoleon erbaut, 1911 erneuert | D-4-77-128-220 | Brücke über den Roten Main |

### Kirchleus
| Lage                    | Objekt                                                  | Beschreibung | Akten-Nr.      | Bild                                                    |
| ----------------------- | ------------------------------------------------------- | --- | -------------- | ------------------------------------------------------- |
| Kirchleus 34 (Standort) | Ehemaliges Schloss der Freiherren von Guttenberg        | Zweigeschossiger Mansardwalmdachbau mit Sandsteingliederung, 1740 Nebengebäude, wohl 18./19. Jahrhundert          | D-4-77-128-221 | Ehemaliges Schloss der Freiherren von Guttenberg        |
| Kirchleus 41 (Standort) | Ehemalige Brauerei                                      | Zweigeschossiger Zweiflügelbau mit rundbogiger Toreinfahrt, Walmdach, bezeichnet „1770“ und „1865“                | D-4-77-128-222 | BW                                                      |
| Kirchleus 53 (Standort) | Ehemaliges Herrenhaus                                   | Zweigeschossiger Walmdachbau, 17./18. Jahrhundert                                                                 | D-4-77-128-223 | BW                                                      |
| Kirchleus 63 (Standort) | Evangelisch-lutherische Pfarrkirche St. Maria Magdalena | Im Kern spätgotische Chorturmkirche, 1774–76 barockisiert; mit Ausstattung Kirchhof mit Grabmälern und Ummauerung | D-4-77-128-224 | Evangelisch-lutherische Pfarrkirche St. Maria Magdalena |

### Lehenthal
| Lage                                                              | Objekt                              | Beschreibung                                                                                                | Akten-Nr.      | Bild                                |
| ----------------------------------------------------------------- | ----------------------------------- | --- | -------------- | ----------------------------------- |
| in Lehenthal (Standort)                                           | Evangelisch-lutherische Pfarrkirche | Neugotisches Langhaus, 1898–1900, dreigeschossiger Turm, wohl erste Hälfte 16. Jahrhundert; mit Ausstattung | D-4-77-128-225 | Evangelisch-lutherische Pfarrkirche |
| an der Straße Oberndorf–Baumgarten, Abzweigung Neufang (Standort) | Kreuz                               | Sandstein, mittelalterlich                                                                                  | D-4-77-128-226 | BW                                  |
| In der Flur Kreuzstein (Standort)                                 | Steinkreuzfragment                  | Sandstein, mittelalterlich                                                                                  | D-4-77-128-227 | BW                                  |
| In der Flur Kreuzstein (Standort)                                 | Kreuz                               | Sandstein, mittelalterlich                                                                                  | D-4-77-128-228 | BW                                  |

### Lösau
| Lage                | Objekt         | Beschreibung | Akten-Nr.      | Bild           |
| ------------------- | -------------- | --- | -------------- | -------------- |
| Lösau 1 (Standort)  | Wohnstallhaus  | Zweigeschossiger Walmdachbau mit Sandsteinrahmungen, 1866                                                                                     | D-4-77-128-229 | BW             |
| Lösau 3a (Standort) | Wohnstallhaus  | Zweigeschossiger Walmdachbau mit Fachwerkobergeschoss, wohl noch 18. Jahrhundert, Erdgeschoss frühes 19. Jahrhundert; zugehörige Nebengebäude | D-4-77-128-230 | Wohnstallhaus  |
| Lösau 9 (Standort)  | Gasthof Heller | Wohnstallhaus, zweigeschossiger Satteldachbau, einseitig abgewalmt, bezeichnet „1829“                                                         | D-4-77-128-231 | Gasthof Heller |

### Mangersreuth
| Lage                                   | Objekt                                                                                  | Beschreibung | Akten-Nr.      | Bild                               |
| -------------------------------------- | --------------------------------------------------------------------------------------- | --- | -------------- | ---------------------------------- |
| Magister-Goldner-Platz 1/2 (Standort)  | Evangelisch-lutherisches Pfarrhaus                                                      | Zweigeschossiges Doppelhaus, Sandstein, Walmdach, 1737                                                                                               | D-4-77-128-233 | Evangelisch-lutherisches Pfarrhaus |
| Nähe Magister-Goldner-Platz (Standort) | Ehemalige Wallfahrtskirche, jetzt evangelisch-lutherische Pfarrkirche Unsere Liebe Frau | Saalkirche mit quadratischem Chor, jetzt Sakristei, Turm im westlichen Chorwinkel, 1721 mit spätgotischen Fundamenten und Bauresten; mit Ausstattung | D-4-77-128-232 | weitere Bilder                     |
| Mangersreuther Straße 18 (Standort)    | Wohnstallhaus                                                                           | Zweigeschossiger Frackdachbau, Obergeschoss und Giebel Fachwerk, bezeichnet „1809“; zugehöriges Nebengebäude mit Frackdach, wohl 19. Jahrhundert     | D-4-77-128-235 | Wohnstallhaus                      |

### Melkendorf
| Lage                                        | Objekt                               | Beschreibung | Akten-Nr.      | Bild           |
| ------------------------------------------- | ------------------------------------ | --- | -------------- | -------------- |
| Bartelsberg 3 (Standort)                    | Wohnhaus                             | Eingeschossiges Doppelhaus mit hohem Kellergeschoss, hoher Giebel, 18./19. Jahrhundert; runde Brunneneinfassung, wohl 18./19. Jahrhundert | D-4-77-128-236 | Wohnhaus       |
| Burghaiger Weg 6 (Standort)                 | Wohnhaus                             | Zweigeschossiger Walmdachbau, Anfang 19. Jahrhundert | D-4-77-128-237 | Wohnhaus       |
| Friedhofweg, östlich vor dem Ort (Standort) | Friedhof                             | Große vierseitige Anlage, westliche Mauer wohl 1822, sonst 1906 | D-4-77-128-246 | weitere Bilder |
| Hauptstraße 13 (Standort)                   | Türrahmung                           | Bezeichnet „1843“ | D-4-77-128-238 | BW             |
| Hauptstraße 18 (Standort)                   | Evangelisch-lutherische Pfarrkirche  | Chorturmkirche 1554–59 über Kern des 15. Jahrhunderts, Langhaus wohl Ende 16. Jahrhundert erneuert, Inneres 1732 barockisiert; mit Ausstattung Kirchhof, Reststücke an Ost-, Nord- und Westseite der ehemals vierseitigen Kirchhofbefestigung mit Ecktürmen, erste Hälfte 15. Jahrhundert, 1732 zum Teil erneuert Evangelisch-lutherisches Gemeindehaus, ehemaliges Gesindehaus, Walmdachbau, Sandsteinquadererdgeschoss bezeichnet „1776“, Fachwerkobergeschoss bezeichnet „1957“ eingeschossiges Nebengebäude, Kern 18. Jahrhundert, innerhalb der Kirchhofummauerung | D-4-77-128-239 | weitere Bilder |
| Hauptstraße 21 (Standort)                   | Ehemaliges Kantorat, dann Schulhaus  | Zweigeschossiger Sandsteinbau, Walmdach, Freitreppe, zweite Hälfte 18. Jahrhundert | D-4-77-128-240 | BW             |
| Hauptstraße 29 (Standort)                   | Türrahmung                           | Bezeichnet „1803“ | D-4-77-128-241 | BW             |
| Hauptstraße 31 (Standort)                   | Wohnhaus                             | Zweigeschossiger Walmdachbau, Türrahmung bezeichnet „1753“ | D-4-77-128-242 | BW             |
| Hauptstraße 42 (Standort)                   | Ehemaliges Schulhaus, jetzt Gasthaus | Zweigeschossiger Walmdachbau, erste Hälfte 19. Jahrhundert | D-4-77-128-243 | BW             |
| Maingasse 9 (Standort)                      | Kleinbauernhaus                      | Eingeschossiger Traufseitbau mit hohem Kellergeschoss, 1822; zugehöriges Nebengebäude | D-4-77-128-244 | BW             |
| An Hang bei Maingasse 9 (Standort)          | Felsenkeller                         | Mehrteilige Anlage, 18./19. Jahrhundert | D-4-77-128-247 | BW             |

### Metzdorf
| Lage                    | Objekt        | Beschreibung | Akten-Nr.      | Bild |
| ----------------------- | ------------- | --- | -------------- | ---- |
| Kirchenweg 3 (Standort) | Wohnstallhaus | Eingeschossiger Giebelbau über hohem Kellergeschoss, verputztes Fachwerk, im Kern 18. Jahrhundert | D-4-77-128-248 | BW   |
| Metzdorf 3 (Standort)   | Wohnstallhaus | Eingeschossiger Satteldachbau, am Giebel über hohem Kellergeschoss, massiv, im Kern 16. Jahrhundert; Nebengebäude am Hof, zweigeschossiger Satteldachbau mit Fachwerkobergeschoss; Scheune, eingeschossiger Halbwalmdachbau, Fachwerk | D-4-77-128-249 | BW   |
| Metzdorf 6 (Standort)   | Wohnstallhaus | Eingeschossiger Halbwalmdachbau, bezeichnet „1849“, im Kern älter | D-4-77-128-250 | BW   |

### Oberdornlach
| Lage                       | Objekt        | Beschreibung | Akten-Nr.      | Bild |
| -------------------------- | ------------- | --- | -------------- | ---- |
| Oberdornlach 14 (Standort) | Wohnstallhaus | Zweigeschossiger Satteldachbau mit Fachwerkobergeschoss, bezeichnet „1883“                                      | D-4-77-128-323 | BW   |
| Oberdornlach 16 (Standort) | Wohnstallhaus | Zweigeschossiger Satteldachbau mit Fachwerkobergeschoss und verschiefertem Giebel, bezeichnet „1839“ und „1879“ | D-4-77-128-251 | BW   |

### Oberkodach
| Lage                    | Objekt                                           | Beschreibung                                                         | Akten-Nr.      | Bild |
| ----------------------- | ------------------------------------------------ | -------------------------------------------------------------------- | -------------- | ---- |
| Oberkodach 1 (Standort) | Wohnstallhaus, ehemaliger Guttenbergscher Besitz | Stattlicher zweigeschossiger Giebelbau, erste Hälfte 18. Jahrhundert | D-4-77-128-252 | BW   |

### Oberzettlitz
| Lage                      | Objekt   | Beschreibung                                                           | Akten-Nr.      | Bild |
| ------------------------- | -------- | ---------------------------------------------------------------------- | -------------- | ---- |
| Oberzettlitz 9 (Standort) | Wohnhaus | Ehemaliges Frack-, jetzt Satteldachhaus, Fachwerkobergeschoss, um 1830 | D-4-77-128-253 | BW   |

### Petzmannsberg
| Lage                           | Objekt                             | Beschreibung | Akten-Nr.      | Bild |
| ------------------------------ | ---------------------------------- | --- | -------------- | ---- |
| An den Weinbergen 5 (Standort) | Villa                              | Zweigeschossiger Walmdachbau über L-förmigem Grundriss, im Stil der konservativen Moderne, 1933 von Architekt August Pfisterer; zugehöriges Nebengebäude Hofeinfriedung mit Toranlage | D-4-77-128-319 | BW   |
| Petzmannsberg 12 (Standort)    | Wohnstallhaus                      | Zweigeschossiger Satteldachbau mit Sandsteinquadererdgeschoss, 1788 | D-4-77-128-254 | BW   |
| Petzmannsberg 25 (Standort)    | Ehemaliges städtisches Hospitalgut | Eingeschossiges Eckhaus, Fachwerkgiebel, Satteldach, 1735 | D-4-77-128-256 | BW   |

### Plassenburg
| Lage                                                  | Objekt      | Beschreibung | Akten-Nr.     | Bild           |
| ----------------------------------------------------- | ----------- | --- | ------------- | -------------- |
| Plassenburg 25, 25 a, 25 b, 25 c, 25 d, 27 (Standort) | Plassenburg | Im Kern wohl 12. Jahrhundert, Hochschloss als dreigeschossige Vierflügelanlage, 14. Jahrhundert, Erneuerung und Erweiterungen 1562–70 durch Caspar Vischer Niederschloss, vierflügelige Anlage um offenen Hof, 16.–18. Jahrhundert Befestigungsanlagen, 14.–18. Jahrhundert und Nebengebäude; mit Ausstattung | D-4-77-128-12 | weitere Bilder |

### Schwarzholz
| Lage                     | Objekt        | Beschreibung | Akten-Nr.      | Bild |
| ------------------------ | ------------- | --- | -------------- | ---- |
| Schwarzholz 1 (Standort) | Wohnstallhaus | Eingeschossiger Satteldachbau mit Fachwerkgiebel, bezeichnet „1715“, Umbau bezeichnet „1828“ Rückwärtige Scheune | D-4-77-128-259 | BW   |

### Seidenhof
| Lage                        | Objekt                                | Beschreibung | Akten-Nr.      | Bild                                  |
| --------------------------- | ------------------------------------- | --- | -------------- | ------------------------------------- |
| Hornschuchhöhe 1 (Standort) | Pförtnerhäuschen der Villa Hornschuch | Um 1925 von Paul Bonatz | D-4-77-128-260 | Pförtnerhäuschen der Villa Hornschuch |
| Hornschuchhöhe 2 (Standort) | Villa Hornschuch                      | Weiträumige, aus verschiedenen hohen Trakten bestehende Villa auf Z-förmigem Grundriss mit stattlichem zweigeschossigem Hauptbau, von Paul Bonatz, bezeichnet „1925“; mit Ausstattung; weitläufige Garten- und Parkanlage, um 1925 von der Berliner Firma Späth entworfen und ausgeführt Parkmauer | D-4-77-128-261 | Villa Hornschuch                      |
| Seidenhof 24 (Standort)     | Wohnhaus                              | Giebelseitiges Fachwerkhaus, 17./18. Jahrhundert, Laubengang mit aufgeschlepptem Dach 19. Jahrhundert, bezeichnet „1914“ | D-4-77-128-262 | BW                                    |
| Seidenhof 26 (Standort)     | Austragshaus                          | Zweigeschossiger Satteldachbau, Sandsteinsockel, Fachwerk, 18. Jahrhundert | D-4-77-128-263 | BW                                    |

### Steinenhausen
| Lage                       | Objekt | Beschreibung | Akten-Nr.      | Bild           |
| -------------------------- | --- | --- | -------------- | -------------- |
| Steinenhausen 1 (Standort) | Schloss Steinenhausen, ehemaliges von Guttenbergsches Schloss, jetzt Bayerisches Landesamt für Umweltschutz | Bestehend aus drei dreigeschossigen Sandsteinquaderflügelbauten mit Walmdach und Dachgaupen, mit Wappenstein vom Vorgängerbau, bezeichnet „1535“ und Ausstattung; zugehörig zwei Hofportale, 1720–24, 1938/39 restauriert und umgebaut; Nebengebäude und Außenanlagen | D-4-77-128-264 | weitere Bilder |

### Unterdornlach
| Lage                       | Objekt               | Beschreibung                                                                               | Akten-Nr.      | Bild |
| -------------------------- | -------------------- | ------------------------------------------------------------------------------------------ | -------------- | ---- |
| Unterdornlach 1 (Standort) | Wohnstallhaus        | Zweigeschossiger Frack- und Satteldachbau, Fachwerkobergeschoss, Giebel verschiefert, 1882 | D-4-77-128-265 | BW   |
| Unterdornlach 5 (Standort) | Ehemaliges Weberhaus | Eingeschossiger Satteldachbau, Blockbau, bezeichnet „1740“                                 | D-4-77-128-266 | BW   |

### Unterkodach
| Lage                                             | Objekt   | Beschreibung                                                                        | Akten-Nr.      | Bild |
| ------------------------------------------------ | -------- | ----------------------------------------------------------------------------------- | -------------- | ---- |
| Unterkodach 3 (Standort)                         | Wohnhaus | Zweigeschossiger Traufseitbau, um 1820/30 eingeschossig erbaut, um 1900 aufgestockt | D-4-77-128-267 | BW   |
| In Unterkodach, bei drei alten Linden (Standort) | Quelle   | Mit Einfassung in Stein, 19. Jahrhundert                                            | D-4-77-128-268 | BW   |

### Wehrhaus
| Lage                  | Objekt                                   | Beschreibung | Akten-Nr.      | Bild |
| --------------------- | ---------------------------------------- | --- | -------------- | ---- |
| Wehrhaus 8 (Standort) | Wohnhaus, sogenanntes Haus über dem Wehr | Eingeschossiges Fachwerkgebäude mit Frackdach, 17./18. Jahrhundert; Nebengebäude, Fachwerk Das Gebäude wurde in der Nacht vom 3. auf den 4. Juni 2023 durch einen Brand praktisch vollständig zerstört. | D-4-77-128-269 | BW   |

### Wickenreuth
| Lage                   | Objekt   | Beschreibung                                                                  | Akten-Nr.      | Bild     |
| ---------------------- | -------- | ----------------------------------------------------------------------------- | -------------- | -------- |
| Wickenreuth (Standort) | Backhaus | Eingeschossiger Sandsteinquaderbau, Satteldach, zweite Hälfte 19. Jahrhundert | D-4-77-128-325 | Backhaus |

### Windischenhaig
| Lage                                                     | Objekt | Beschreibung | Akten-Nr.      | Bild |
| -------------------------------------------------------- | --- | --- | -------------- | ---- |
| Heide; Rötherweg; Stückweg; Röte; Hohe Straße (Standort) | Teil der Grenzsteinreihe der ehemaligen Hochgerichtsgrenze zwischen dem Fürstentum Brandenburg-Kulmbach und der Herrschaft Thurnau | Grenzvertrag vom 26. Mai 1699; 2 Grenzsteine, hochrechteckige Sandsteinpfeiler mit segmentbogigem Abschluss und Wappen, bezeichnet 1699; weitere Steine dieser Grenzreihe siehe Inv.Nrn.: D-4-77-128-28, D-4-77-157-53, D-4-77-157-55 ehemals separat aufgeführt unter den Nummern: D-4-77-128-1 (Heide; an von Hutschdorf nordwestlich führendem Fuhrweg, am Wald; „Nr. 40: Oben auf der Höh am Jobstenholz am Fuhrweg“) D-4-77-128-270 (Stückweg, südwestlich an Waldwiese, „Nr. 39: Zwischen der Windischhaiger und Döllnitzer Gemein an dem Goldeyßischen Schrott“) | D-4-77-128-270 | BW   |

### Ziegelhütten
| Lage                                | Objekt                                | Beschreibung | Akten-Nr.      | Bild           |
| ----------------------------------- | ------------------------------------- | --- | -------------- | -------------- |
| Dreibrunnenweg 2 (Standort)         | Türrahmung                            | Sandstein, bezeichnet „1833“ | D-4-77-128-272 | BW             |
| Fuchsweg 1 (Standort)               | Wohnstallhaus                         | Zweigeschossiger Giebelbau mit verputztem Fachwerk, zweite Hälfte 16. Jahrhundert Nebengebäude, niedriger massiver Satteldachbau                                                                                             | D-4-77-128-273 | BW             |
| Lorenz-Sandler-Straße 26 (Standort) | Sogenannter Hetenhof                  | Villa über L-förmigem Grundriss, zweigeschossiger Putzbau mit Ziegelwalmdach von Architekt Fritz Holl, konservative Moderne, 1929/30; mit Einfriedung, Toren und Garagenbau Zeitgleiche Gartenanlage der Firma Späth, Berlin | D-4-77-128-321 | BW             |
| Ziegelhüttener Straße 38 (Standort) | Gasthaus                              | Zweigeschossiger Sandsteinquaderbau unter Walmdach, bezeichnet „1868“ | D-4-77-128-274 | Gasthaus       |
| Ziegelhüttener Straße 53 (Standort) | Ehemaliges Forsthaus                  | Stattlicher zweigeschossiger Walmdachbau, Erdgeschoss Sandsteinquader, Obergeschoss Fachwerk, vorkragendes Walmdach, bezeichnet „1675“                                                                                       | D-4-77-128-275 | weitere Bilder |
| Ziegelhüttener Straße 55 (Standort) | Ehemaliges HJ-Heim, jetzt Grundschule | Eingeschossiger mehrachsiger Putzbau mit Satteldach, um 1935; zugehörige Einfriedung | D-4-77-128-320 | BW             |

### Keinem Gemeindeteil zugeordnet
| Lage                 | Objekt        | Beschreibung | Akten-Nr.     | Bild |
| -------------------- | ------------- | --- | ------------- | ---- |
| Vordere Kohlleite () | Sandsteintrog | bez. FCMZB 1764; Staatswaldabteilung XI 6 "Kanzeldick"; nicht nachqualifiziert, im Bayerischen Denkmal-Atlas nicht kartiert | D-0-00-000-16 |      |

## Ehemalige Baudenkmäler
In diesem Abschnitt sind Objekte aufgeführt, die früher einmal in der Denkmalliste eingetragen waren, jetzt aber nicht mehr. Objekte, die in anderem Zusammenhang – also z. B. als Teil eines Baudenkmals – weiter eingetragen sind, sollen hier nicht aufgeführt werden. Aktennummern in diesem Abschnitt sind ehemalige, jetzt nicht mehr gültige Aktennummern.

| Lage                                                                                                | Objekt             | Beschreibung                         | Akten-Nr.      | Bild |
| --------------------------------------------------------------------------------------------------- | ------------------ | ------------------------------------ | -------------- | ---- |
| Kulmbach Langgasse 13 a, Nähe Schießgraben, Schießgraben 2, Schießgraben 4, Bauergasse 4 (Standort) | Befestigungsgraben | Begrünte Anlage, 12./14. Jahrhundert | D-4-77-128-151 | BW   |
| Katschenreuth Am Prosser Bach 1 (Standort)                                                          | Türrahmung         | Sandstein, bezeichnet „1801“         | D-4-77-128-219 | BW   |

## Abgegangene Baudenkmäler
In diesem Abschnitt sind Objekte aufgeführt, die früher einmal in der Denkmalliste eingetragen waren, jetzt aber nicht mehr existieren, z. B. weil sie abgebrochen wurden. Aktennummern in diesem Abschnitt sind ehemalige, jetzt nicht mehr gültige Aktennummern.

| Lage | Objekt                                                      | Beschreibung | Akten-Nr.      | Bild                    |
| --- | ----------------------------------------------------------- | --- | -------------- | ----------------------- |
| Kulmbach Am Goldenen Feld 2 (Standort) | Weberei mit Verwaltungsgebäude der Firma Hensel & Mortensen | Drei- und zweigeschossiges Verwaltungsgebäude mit eingeschossigen Fabrikationshallen; Betonskelettbau mit profilierten Fassadenelementen; Flachdach; im Innern Teile der bauzeitlichen Ausstattung (hölzerne Raumteiler, Wandverkleidungen, Türen, Lampen etc.) erhalten; 1954; Architekt: Herbert Riedel; 2013 abgerissen                                                                           | D-4-77-128-338 | BW                      |
| Kulmbach Fischergasse 40 (Standort) | Wohnhaus                                                    | Eckhaus, zweigeschossiger Traufseitbau, Giebel mit Schopfwalm, im Kern 18. Jahrhundert, Türrahmung bezeichnet „1833“ | D-4-77-128-21  | Wohnhaus                |
| Kulmbach Hans-Hacker-Straße 17 (Standort) | Ehemaliger Güterbahnhof                                     | Verwaltungsbau, zweigeschossiger Sichtziegelbau mit Satteldach, flachem Zwerchhausrisalit und schlichter Werksteingliederung, 1890, Inneres teilweise erneuert; seitlich flankierend zwei Lagerhallen, lang gestreckte, eingeschossige Sichtziegelbauten je mit Satteldach mit weitem Dachüberstand und Korbbogentoren, gleichzeitig, Laderampen und Tore später partiell erneuert; abgebrochen 2023 | D-4-77-128-486 | Ehemaliger Güterbahnhof |
| Kulmbach Unteres Stadtgäßchen 4 (Standort) | Wohnhaus                                                    | Zweigeschossiger verputzter Giebelbau, 17./18. Jahrhundert | D-4-77-128-180 | Wohnhaus                |
| Rother Hügel Rechts an der Straße Katschenreuth–Kasendorf bei Rother Hügel, „Nr. 35: An der Culmbacher Straß so nach Casendorff gehet am Heubscher Hutstein“ (Standort) | Grenzstein                                                  | Von 1699 | D-4-77-128-258 | weitere Bilder          |